# Télévision québécoise

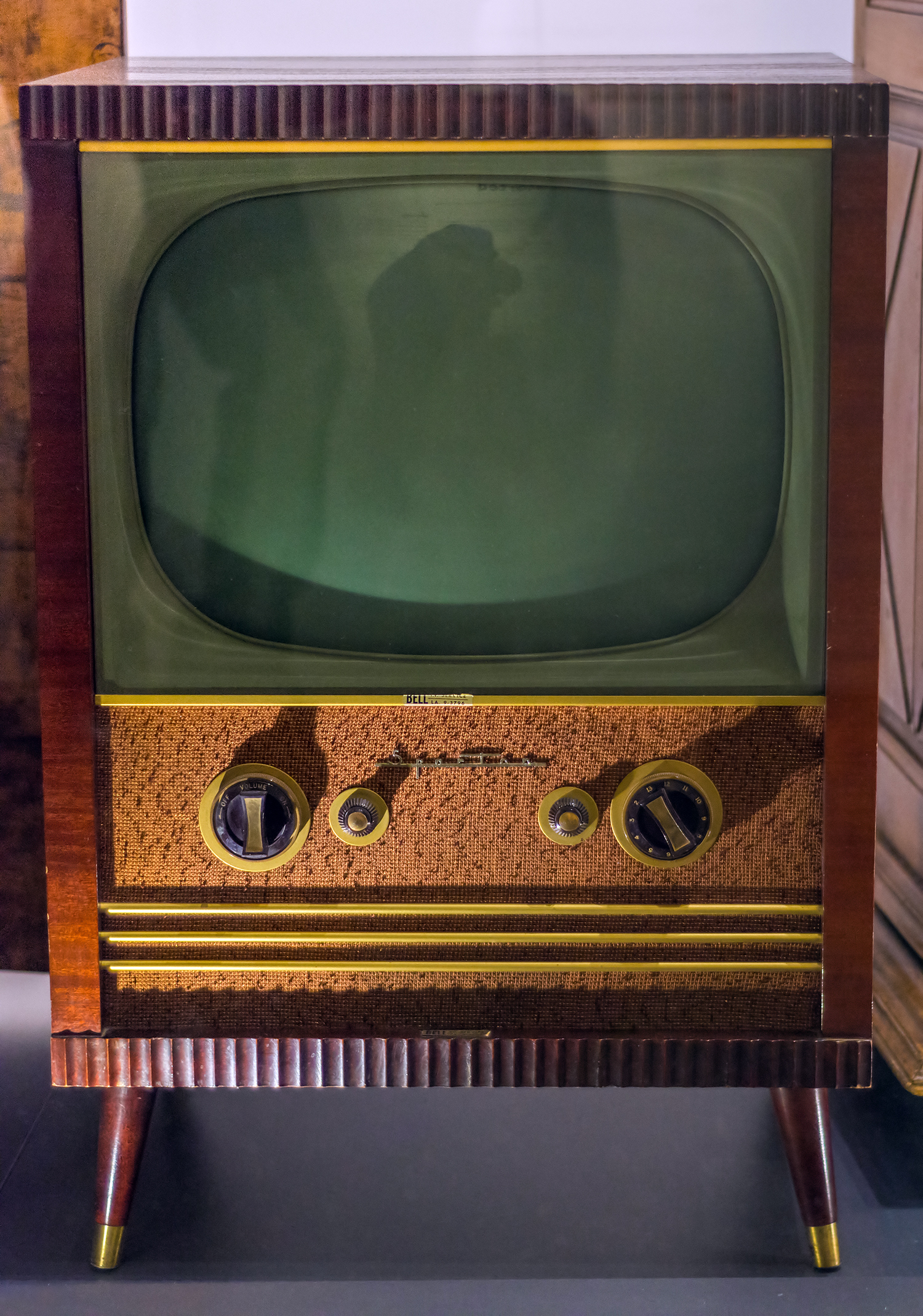
Une télévision datant de 1947. Musée de la civilisation, fonds Jourdain-Fiset - Gabriel Miller.

La télévision québécoise est une partie essentielle de la culture québécoise et canadienne-française. Elle se développe à partir des années 1950, lorsque le gouvernement fédéral du Canada se donne comme objectif d'offrir une alternative aux émissions de télévision américaines.

## Historique

### Développement de la télévision (1932-1960)
John Baird, un physicien écossais, met au point l'un des premiers appareils et parvient à transmettre des images à partir de celui-ci dans les années 1920. Au Québec, la première expérimentation avec la télévision date de 1931 avec VE9EC, basé à Montréal. Cette station est la copropriété de CKAC et de La Presse. En 1932, Alphonse Ouimet développe un prototype d'appareil mais ne le commercialise pas. Avec la fermeture de VE9EC en 1935, mais également, le déclenchement de la Seconde Guerre mondiale, les expériences télévisuelles sont arrêtées.

#### Les débuts à Radio-Canada

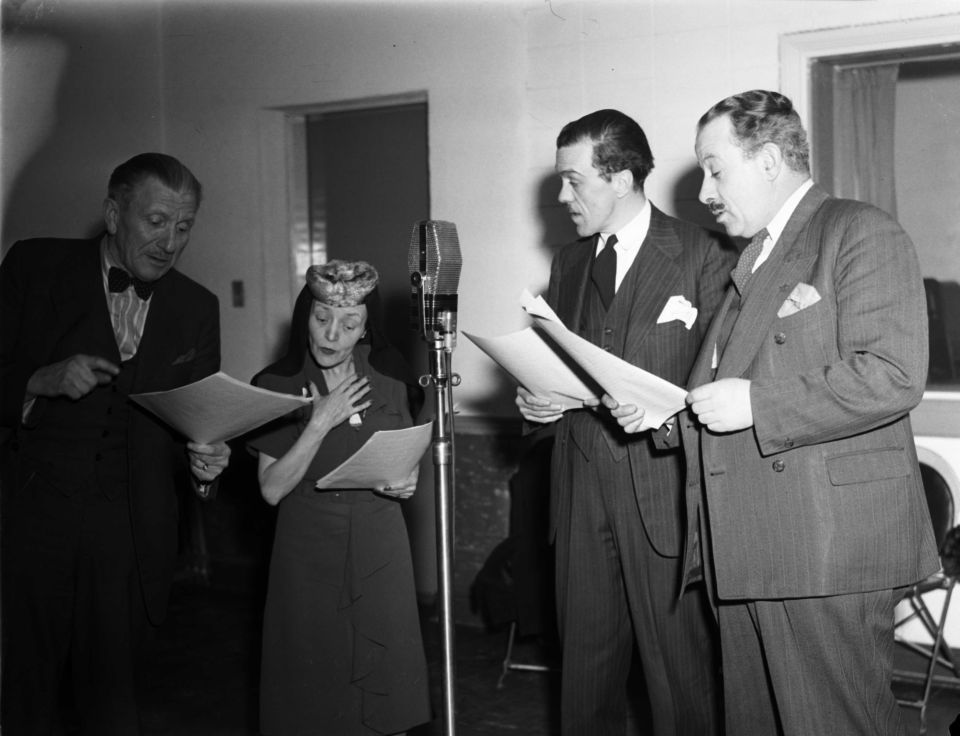
Le radioroman Un homme et son péché est diffusé à Radio-Canada.

Créée en 1936, Radio-Canada ne compte d'abord qu’un volet radiophonique. Pendant plus d'une décennie, la société développe entre autres de populaires radioromans tels qu'Un homme et son péché. En 1949, le gouvernement fédéral, dirigé par Louis St-Laurent, lui permet d’emprunter de l'argent pour qu'elle puisse établir un service de télévision à Montréal et à Toronto. Le gouvernement souhaite par-là se démarquer des États-Unis, qui concurrence déjà la culture cinématographique et télévisuelle canadienne. À la fin des années 1940 et au début des années 1950, certains foyers canadiens captent en effet les signaux des stations de télévision provenant des États-Unis.
En 1950, le Comité spécial sur la radiodiffusion est mis sur pied afin d'organiser la télévision. La même année, Aurèle Séguin est nommé directeur de la télévision de Radio-Canada. La société est divisée en deux services : celui des programmes, dirigé par Florent Forget, et celui de la technique. Les premiers réalisateurs, Pierre Pétel, Jean-Paul Ladouceur, Georges Groulx, Andrée Audet (première femme) et Pierre Mercure sont embauchés à cette époque. Ils proviennent surtout de la radio, du cinéma et de l’Office national du film (ONF) et sont pour la plupart déjà à l’emploi de Radio-Canada.
Ils ignorent alors totalement en quoi consiste une émission de télévision. Des spécialistes étrangers sont d’abord invités à Montréal et à Toronto pour les renseigner sur les techniques et les modes de production. Puis, les nouveaux directeurs radio-canadiens sont envoyés aux États-Unis, en Angleterre et en France pour visiter des centres de télévision. Ils sont particulièrement intéressés par ce qu’ils voient à la BBC, lancée en 1922, à Londres. Cela va les orienter sur « les principes sur lesquels doit se fonder une bonne télévision » et les influencer dans ce qu’ils choisiront d'implanter comme type d’émissions à Montréal.

Le logo de Radio-Canada jusqu'en 1958.

Les bureaux et les trois studios, aménagés pour la télévision, les ateliers de menuiserie, de peinture, de couture et la régie sont situés dans l’hôtel Ford qui se trouve sur la rue Dorchester à Montréal. Radio-Canada y demeure de 1951 à 1970. Toutefois, la télévision demande beaucoup d’espaces et les équipes se retrouvent rapidement dispersées à travers la ville. La station possède également un car de reportage comptant trois caméras pour couvrir les événements enregistrés à l’extérieur des studios, comme les matchs de hockey ou les défilés. 

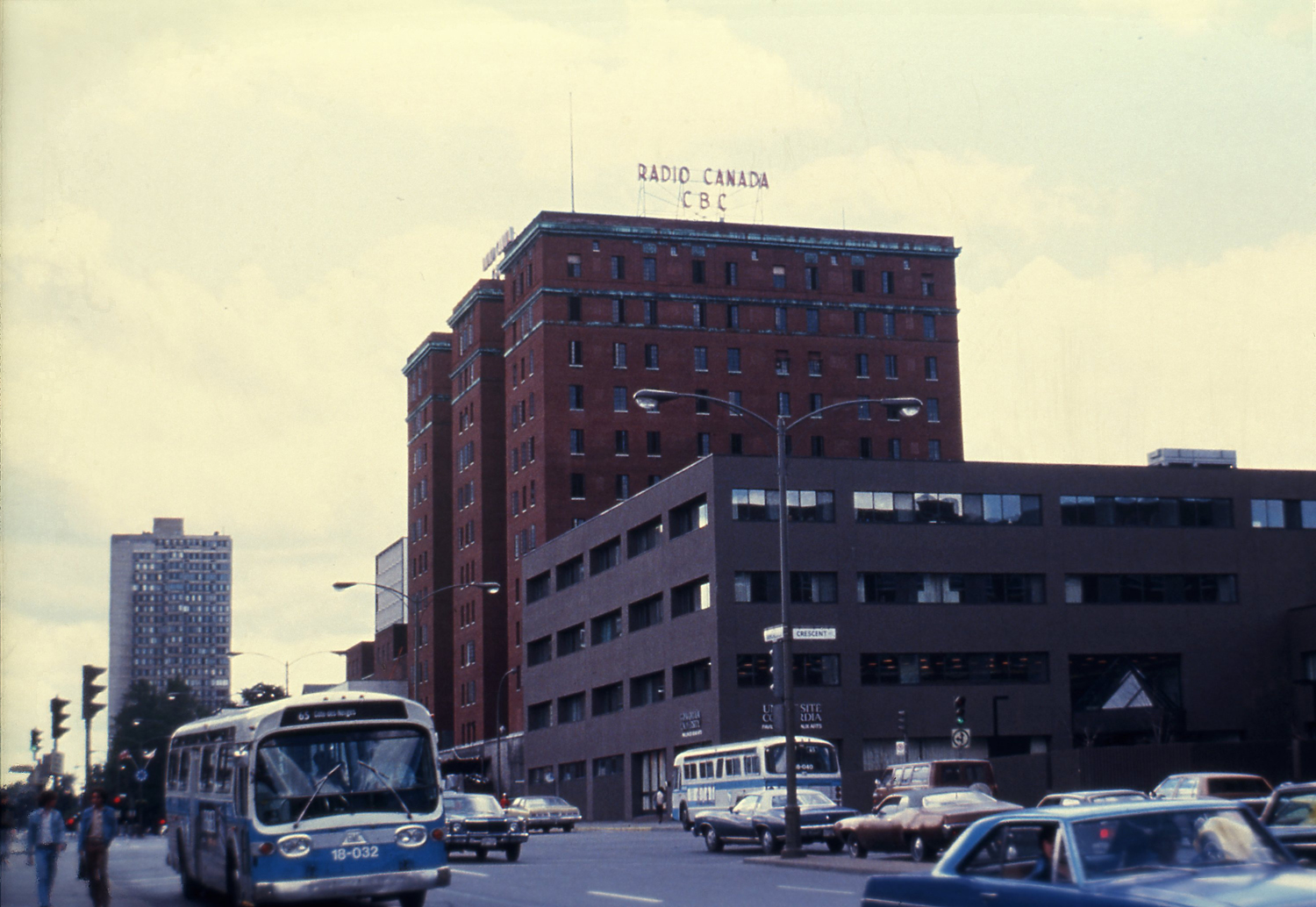
Le premier édifice de Radio-Canada est situé sur la rue Dorchester à Montréal. Il s’agit de l’ancien hôtel Ford.

En 1951, Radio-Canada présente le fruit de son travail aux parlementaires fédéraux. À cette occasion, la station fait appel à Jean Boisvert pour réaliser une émission. Quelques députés sont invités à Montréal le 30 novembre. M. Boisvert leur montre une émission de marionnettes, réalisées par Louise et Charles Daudelin, en français, puis une démonstration-causerie avec un peintre en anglais. Cet événement est historique puisqu’il s’agit de la première diffusion sur un écran de télévision au Canada en circuit fermé.

#### 1952: une année de tests
Les cinq premiers réalisateurs de Radio-Canada suivent une formation jusqu’en février 1952. La société engage ensuite des employés pour les décors, les costumes et le maquillage, les arts graphiques ainsi que des caméramans. Ces personnes proviennent essentiellement du milieu cinématographique et théâtral.
En février 1952, les réalisateurs radio-canadiens produisent des émissions de télévision expérimentales en circuit fermé à Montréal. Pendant 6 mois, ils travaillent sur pas moins de 75 essais d’émissions.

Florent Forget est bien conscient de la portée du nouveau médium. Il écrit à l'été 1952 :   
« Depuis l’invention de l’imprimerie, nulle conquête n’a plus enthousiasmé l’être humain que celle de la télévision. L’univers entier, dans toutes ses manifestations, parvient maintenant jusqu’à lui dans l’intimité du foyer. Il ne peut demeurer indifférent aux drames qui se jouent sur le vaste théâtre du monde. L’écran domestique lui apporte chaque jour des milliers d’images qui peuvent le divertir, le renseigner ou l’instruire. »  
Le 2 juin 1952, le grand public montréalais, que ce soit sur leur téléviseur ou sur celui d’un magasin, voit enfin une première image diffusée. Il s’agit de la mire de réglage, communément appelée « l’Indien », qui indique que l’image était bien cadrée dans l’appareil de télévision. La mire montrant un chef autochtone de profil (« Indian Head test pattern ») a été créée par RCA corporation en 1939 aux États-Unis. En juin et juillet 1952, la mire apparaît par intermittence sur les écrans montréalais.
Radio-Canada produit ensuite une première émission en direct. Le 25 juillet 1952, un match de baseball opposant les Royaux de Montréal aux Cubs de Springfield au stade situé sur l’avenue De Lorimier est diffusé. La réalisation a été confiée à Gérald Renaud, pour qui c’est également une première. Il s’entoure de trois caméramans, de deux contrôleurs d’image, d’un preneur de son, d’une assistante et d’un directeur technique. Le match est filmé par trois caméras qui ont préalablement été placées sur le toit du stade et enregistré à partir du car de reportages. Cela devient un véritable événement. Dans les semaines qui précèdent le match, les journaux sont remplis de publicités annonçant des téléviseurs afin d’inciter les gens à se procurer un appareil pour l’occasion. Des émissions expérimentales sont ensuite diffusées du 27 juillet au 5 septembre 1952. La station compte alors 135 employés.

#### L'inauguration officielle
Le 6 septembre 1952 à 16 h, CBFT-TV (Radio-Canada) est officiellement inaugurée à Montréal. « La télévision apportera chaque jour de vives images dans tant de foyers. Elle deviendra une très grande force sociale », dira à ce moment le premier ministre canadien Louis St-Laurent. Pour marquer l’événement, Henri Bergeron présente les coulisses de la nouvelle station de télévision. En soirée, le téléthéâtre Œdipe roi, spécialement monté pour l’occasion, est diffusé. Deux jours plus tard, le 8 septembre, CBLT-TV est inaugurée à Toronto.

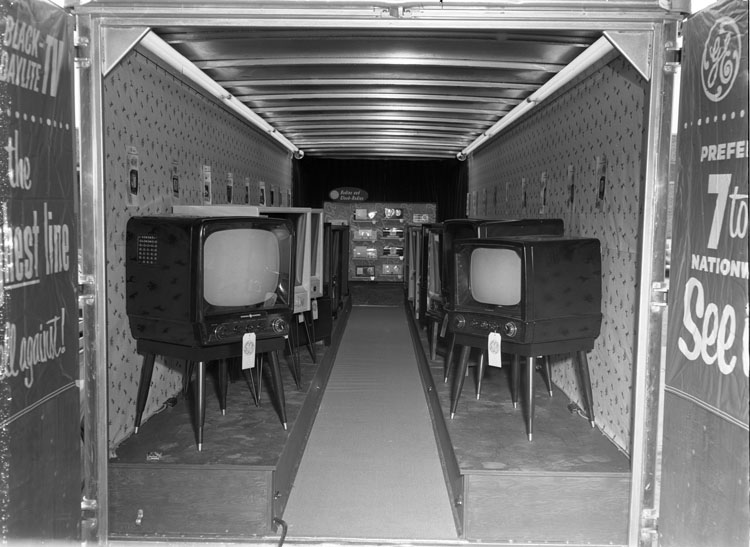
Les téléviseurs sont présentés dans les vitrines des magasins ou lors d'expositions.

Les pionniers de la télévision doivent être inventifs sur plus d’un plan, notamment pour rendre la couleur à l’écran alors que la technologie permet seulement une diffusion en noir et blanc. Comme la diffusion se fait d’abord en direct, réalisateurs et assistants sont prisonniers des nombreux impondérables techniques qui peuvent survenir : une vitesse trop lente, une mauvaise qualité de l’image, l’absence de son. D’ailleurs, le soir du lancement de CBFT-TV, la caméra fait momentanément défaut.

#### Un succès immédiat
Dans les mois qui suivent l’inauguration, plusieurs personnes décident d’acheter ou de louer un téléviseur. Le prix de l’appareil se situe entre 300 et 500 $. Certaines attendent plutôt que les problèmes techniques soient moins fréquents avant de s’en procurer un. Il arrivait en effet que les lampes faiblissent, que l’image devienne moins nette, que le son soit intermittent ou que l’écran devienne entièrement noir. Il fallait alors apporter son lourd téléviseur, de marque RCA, Admiral ou autre, au réparateur.
En 1952, avant le lancement officiel de Radio-Canada, on compte environ 7000 appareils de télévision à Montréal. La plupart servent surtout à capter les ondes en provenance des États-Unis. Puis, entre le 6 septembre 1952 et 1957, près de 860 000 téléviseurs sont vendus à travers le Québec. Dès le début des années 1960, ce sont 91 % des ménages québécois qui possèdent un téléviseur à la maison. L’appareil y trône le plus souvent au centre du salon et l’écoute des émissions a lieu en famille.

La mire de réglage est la première image diffusée publiquement de l'histoire de la télévision québécoise, le 2 juin 1952. Elle indiquait que l’image était bien cadrée dans l’appareil de télévision.

Dès le lendemain de son inauguration, Radio-Canada (canal 2) offre une programmation régulière. Celle-ci est bilingue jusqu’en janvier 1954. Les téléspectateurs peuvent voir trois heures en moyenne de télévision quotidiennement. Les émissions pour enfants sont alors diffusées entre 17 et 18 h. La programmation est ensuite interrompue pendant deux heures et reprend vers 20 h. En décembre 1952, elle s’étend sur près de 24 heures en moyenne par semaine. Dès la première année, les émissions d’après-midi sont créées, suivies en 1955-1956, par celles du matin. Lors de la saison 1955-1956, la diffusion est continue entre 17 et 23 h. En fin de soirée, les téléspectateurs peuvent enfin entendre l’hymne national et voir la mire de réglage avant d’apercevoir la « neige » sur leur écran (c'est-à-dire qu'il devient brouillé), et ce, jusqu’au lendemain.
Les émissions originales produites par Radio-Canada représentent entre 50 à 75 % de la programmation et fournit la majorité des autres stations du réseau français, qui ont commencé à apparaître à travers le Québec. Ceci fait en sorte qu’en 1956, Montréal est déjà le troisième centre de production d'émissions en direct au monde.
L’antenne de diffusion de Radio-Canada est située sur le mont Royal, ce qui lui permet de diffuser principalement dans la région de Montréal. Le réseau de télévision s’étend toutefois rapidement et des stations de télévision ouvrent leurs portes dans différentes villes du Québec. Ces nouvelles stations situées à l'extérieur de Montréal sont affiliées au réseau de Radio-Canada. Elles se développent un peu partout : à Québec et Rimouski en 1954, à Jonquière en 1955, à Sherbrooke en 1956.

#### La télévision à Québec

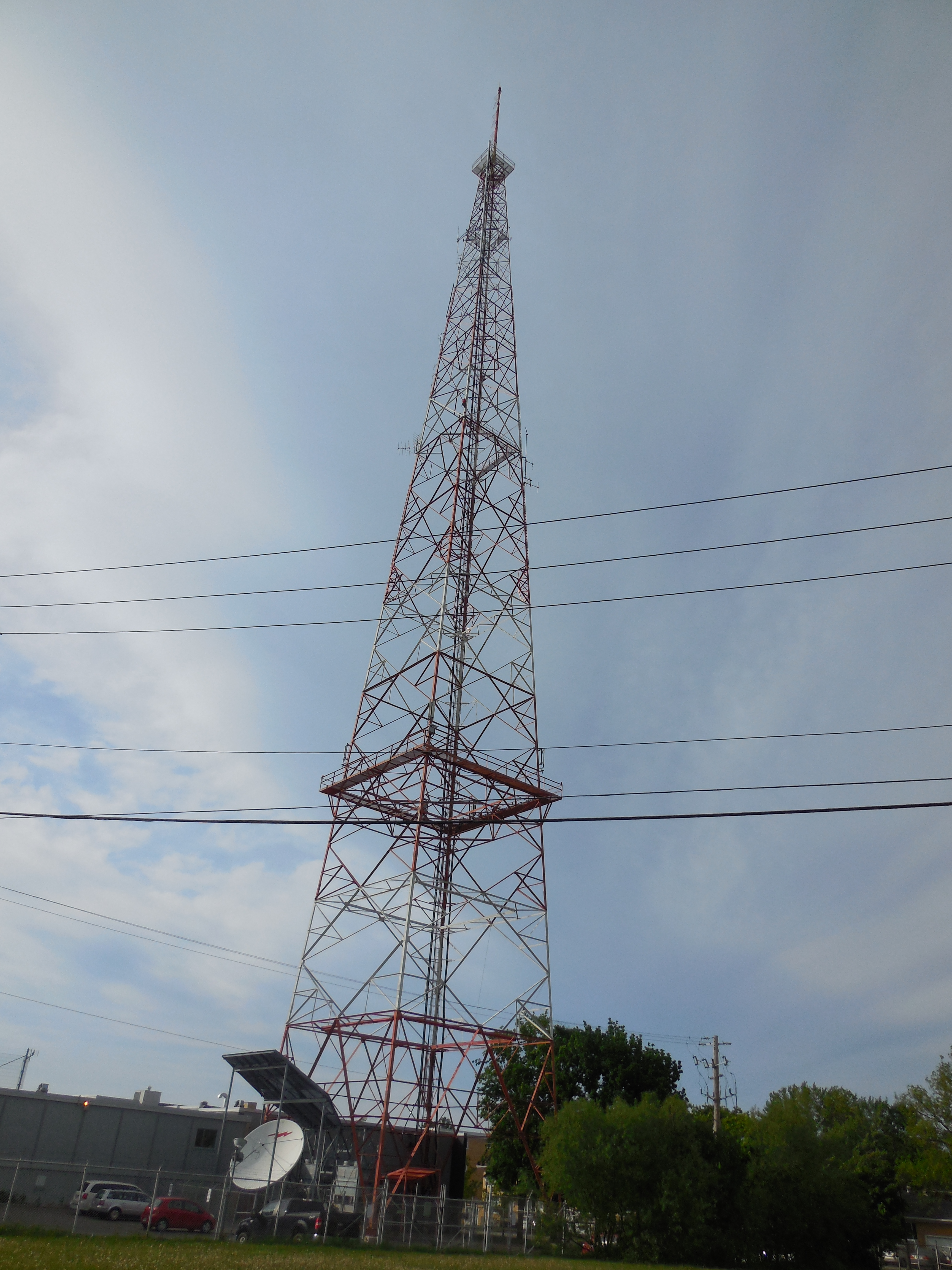
L'antenne de TVA à Sainte-Foy a longtemps était située sur la rue Myrand.

À Québec, un groupe d’hommes d'affaires envisage d’abord d’ériger une tour de télévision, haute de 452 pieds, en bordure du Parc des champs de batailles nationaux. Le projet est toutefois retardé face aux protestations de citoyens qui ne veulent pas que le lieu historique soit visuellement compromis par une telle structure. Le groupe opte finalement pour un terrain situé à Sainte-Foy. Un édifice est construit sur la rue Saint-Jean-Bosco (aujourd’hui Myrand) et une tour de 440 pieds, qui émet dans un rayon de 80 km, y est érigée. Télévision de Québec crée la station à Québec. Le 17 juillet 1954 à 19 h, la station CFCM (Télé-4) est inaugurée. Il s’agit de la première station privée du Québec. Cette station, comptant 18 employés, diffuse des émissions de Radio-Canada, auquel elle est affiliée. Sa programmation est bilingue jusqu’en 1957. Cette année-là, Télévision de Québec ouvre en effet CKMI-TV au canal 5, une station anglophone.
Les stations se multiplient
| Nom de la station | Ouverture         | Région desservie | Note                                                                 |
| ----------------- | ----------------- | ---------------- | -------------------------------------------------------------------- |
| CBOT-TV           | 2 juin 1953       | Ottawa           | Chaîne bilingue jusqu'à l'ouverture de CBOFT.                        |
| CFCM-TV           | 17 juillet 1954   | Québec           | Chaîne bilingue jusqu'en 1957.                                       |
| CJBR-TV           | 21 novembre 1954  | Rimouski         | Rejoint le réseau de Radio-Canada par micro-onde le 7 août 1957.     |
| CBOFT-TV          | 24 juin 1955      | Ottawa           |                                                                      |
| CKRS-TV           | 1er décembre 1955 | Chicoutimi       | Rejoint le réseau de Radio-Canada par micro-onde le 28 octobre 1957. |
| CHLT-TV           | 12 août 1956      | Sherbrooke       |                                                                      |
| CKRN-TV           | 25 décembre 1957  | Rouyn-Noranda    |                                                                      |
| CKTM-TV           | 15 avril 1958     | Trois-Rivières   |                                                                      |
| CKBL-TV           | 30 août 1958      | Matane           |                                                                      |

En 1957, grâce à la multiplication des stations, près de 80 % de la population québécoise a accès à la nouvelle technologie.
À la fin de la décennie, les réalisateurs tentent de se syndicaliser. La grève des réalisateurs en 1958-1959, appuyée par les 2000 employés de Radio-Canada dont René Lévesque, marque les esprits.

#### Les premières productions

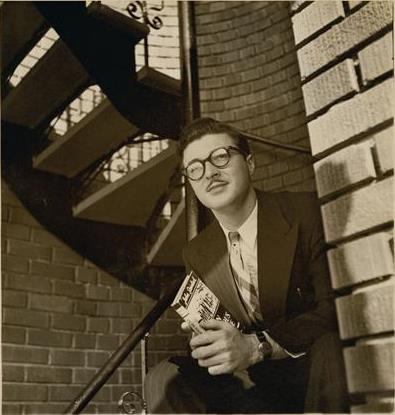
Roger Lemelin signe le premier téléroman de l'histoire de la télévision québécoise, La Famille Plouffe, en 1953.

Radio-Canada rencontre vite son public et réalise des taux d'audience importants. La télévision de Radio-Canada fournit alors des programmes en même temps qu'elle devient une école de création audiovisuelle et un important vecteur de diffusion de la culture québécoise au plus grand nombre.

##### Les téléromans
Les téléromans, un format adapté des radioromans, apparaissent rapidement. En 1953, La Famille Plouffe de Roger Lemelin entre en ondes. Dans le rôle de Théophile Plouffe, les téléspectateurs peuvent voir Paul Guèvremont et dans celui de Joséphine Plouffe, Amanda Alarie. Il s’agit du « premier roman-savon à passer à la télévision », comme le mentionne le Photo-journal du 7 novembre 1953. Lemelin, qui n’a encore jamais vu d’émissions de télévision, accepte de relever le défi. Alors âgé de 33 ans, il se consacre presque exclusivement à la rédaction du scénario, passant de 5 à 8 heures par jour à rédiger le texte d’un épisode. Les comédiens ont ensuite quatre jours pour répéter. Il est la personne la mieux payée de la télévision et le premier auteur à voir son œuvre diffusée simultanément à la radio et à la télévision. Il s'agit également du premier grand succès de la télévision francophone. Selon Christine Eddie : « Dès janvier 1954, alors que dix épisodes à peine ont été diffusés, les premiers sondages indiquent que seuls les matchs de hockey présentés le samedi soir atteignent un auditoire plus élevé que celui [de ce] téléroman ».

Interrogée à propos de l'influence dans son œuvre du roman télévisé, la scénariste Charlotte Savary soutient que :  

« Il n’y a pas de commune mesure entre le roman écrit et le roman télévisé ou radiophonique. Le roman qui sera livre, on l’écrit toujours un peu pour soi. L’autre on le fait pour le public. Et nous n’avons pas un public, mais des milliers d’auditeurs dont l’âge, la culture et le milieu diffèrent – l’oublier serait malhonnête. Mais, je ne saurais le nier, le roman parlé enseigne une certaine rectitude, le goût de la clarté, nécessité d’un dur et exigeant métier. » 
À Radio-Canada, Jean Coutu se distingue dans Le Survenant de Germaine Guèvremont (Au chenal du moine et Marie-Didace), Gilles Pelletier dans Cap-aux-Sorciers de Guy Dufresne, Jacques Godin dans Radisson, Jean-Pierre Masson et Andrée Champagne dans Les Belles Histoires des pays d’en haut de Claude-Henri Grignon, J. Léo Gagnon et Juliette Huot dans Je vous ai tant aimé de Jovette Bernier et Ovila Légaré, Charlotte Boisjoli, Dyne Mousso, Jean Coutu dans Sous le signe du lion de Françoise Loranger et Yvon Dufour et Marc Favreau dans Les Enquêtes Jobidon.

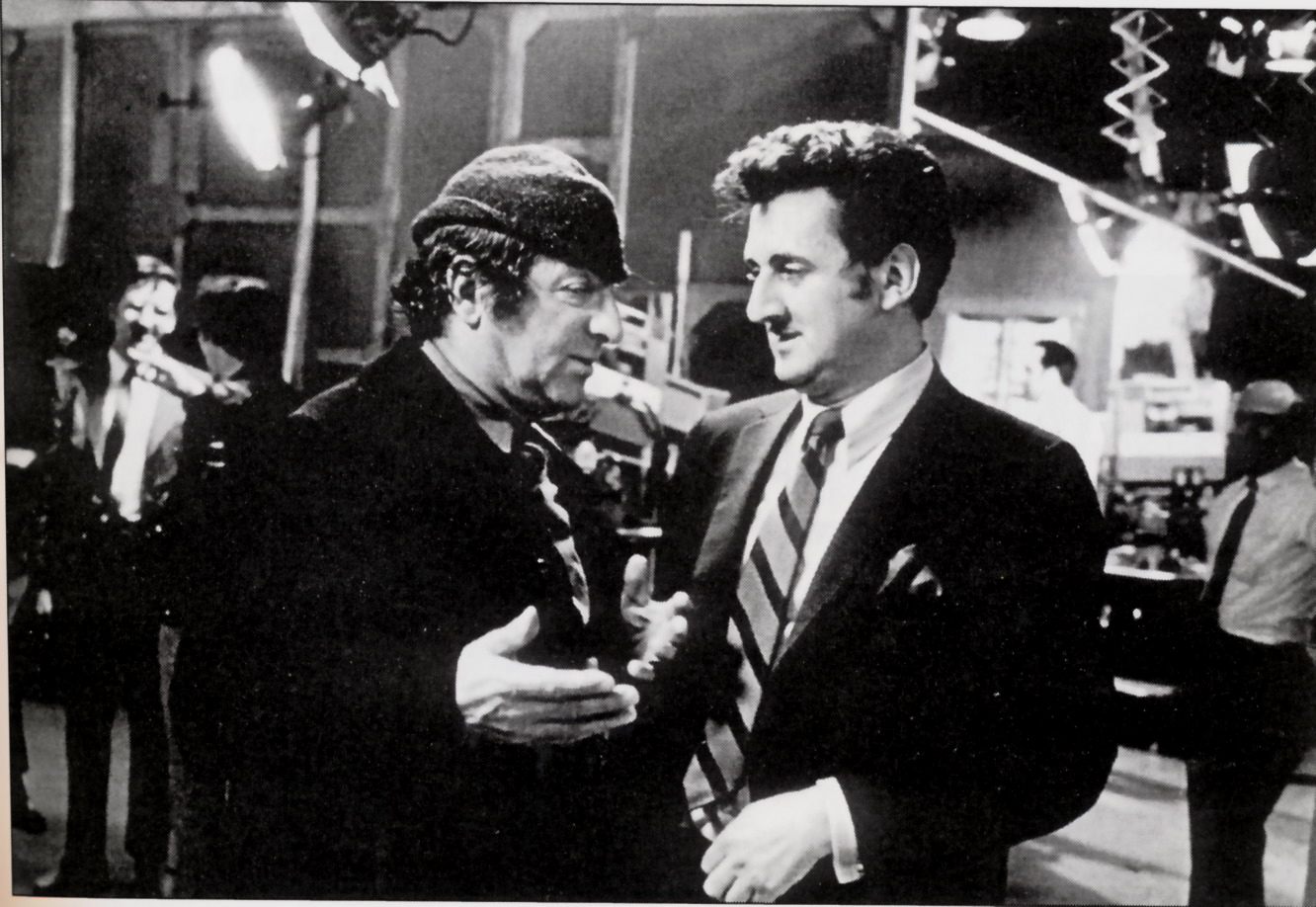
Jean-Pierre Masson (Séraphin Poudrier) et le réalisateur Yvon Trudel pour le téléroman Les Belles Histoires des pays d'en haut.

Pour Les Belles Histoires, Grignon reprend ses personnages du village de Sainte-Adèle de la fin du XIXe siècle qu'il avait développé dans le radioroman Un homme et son péché. Ce téléroman rejoint rapidement un public passionné et Masson devient indissociable de son personnage de Séraphin Poudrier. Réalisé par Bruno Paradis puis par Yvon Trudel et présenté pendant près d'une quinzaine d'années, il deviendra un véritable objet du patrimoine télévisuel et connaîtra de nombreuses rediffusion en plus de faire l'objet de trois films et d'une adaptation à la télévision en 2016 (Les Pays d'en haut).

##### Les téléthéâtres
Radio-Canada se lance aussi rapidement dans le théâtre télévisuel, les téléthéâtres. Le premier est diffusé le 3 août 1952, pendant la période d'expérimentation. Il s'agit du Seigneur de Brinqueville de Pierre Petel. Suivront notamment Zone de Marcel Dubé et L'École de la peur de Claude Jutra.
Georges Groulx est nommé coordonnateur des émissions théâtrales en 1954. Il est remplacé par Florent Forget, nommé directeur des téléthéâtres en 1955. Un service des textes est créé en 1956 pour conseiller les auteurs quant aux techniques d'écriture télévisuelle. Cela donne une impulsion aux oeuvres et au théâtre québécois. Parmi les premiers auteurs québécois qui signent un ou plusieurs téléthéâtres figurent Hubert Aquin, Robert Choquette, Jean Desprez, Marcel Dubé, Guy Dufresne, Jean Filiatrault, Claude-Henri Grignon, Germaine Guèvremont, André Laurendeau, Félix Leclerc, Françoise Loranger, Louis Morisset, Charlotte Savary et Yves Thériault.

##### Les émissions jeunesse

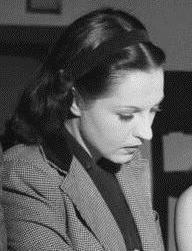
Janine Sutto fait ses débuts à la télévision en 1954 dans le téléroman Anne-Marie. Elle multiplie ensuite les rôles pendant plusieurs décennies. Elle incarne le personnage de Prudence Pothier dans Les Belles histoires des pays d'en haut pendant de nombreuses années.

Les émissions jeunesse abondent. Les premiers artisans sont soucieux de développer des programmes qui correspondront aux besoins des différents groupes d'âge. Ils cherchent aussi à répondre à la psychologie enfantine en mettant à l'avant-plan des personnages et des situations propres à attiser leur sensibilité, leur imagination, leur créativité et leur participation, le tout en les amusant.
Les marionnettes occupent très tôt une place de premier choix car Florent Forget croit que « cet art […] trouvera admirablement sa place à l’écran relativement restreint de la télévision qui exige stylisation et fantaisie ». La première émission pour enfants Pépinot et Capucine (1952-1955) met ainsi en vedette, selon une idée de Jean-Paul Ladouceur, les marionnettes de Pépinot, du méchant Pan-Pan, de l'Ours ou encore de Monsieur Blanc qui vivent toutes sortes d'aventures.
Dans Le Grenier aux images, André Cailloux incarne un grand-père qui raconte des histoires aux enfants alors que Claudine Vallerand (Maman Fonfon) s'adresse à la créativité des tout-petits dans Fon fon. Dans La Boîte à surprise, Monsieur Surprise (Pierre Thériault et Guy Maufette) présente une histoire tirée de sa boîte à surprise. On y trouve de nombreux personnages qui deviendront vite très appréciés des enfants, comme la poupée Fanfreluche (Kim Yaroshevskaya), le Pirate Maboule (Jacques Létourneau), Michel le Magicien (Michel Cailloux), Picolo (Paul Buissonneau) ou Sol (Marc Favreau) et Gobelet (Luc Durand). Dans Bobino, Guy Sanche et sa sœur Bobinette se jouent des tours pour le plus grand plaisir des tout-petits. Enfin, dans La Souris verte, Louisette Dussault fait chanter et danser les enfants.

##### Les émissions culturelles et de divertissement

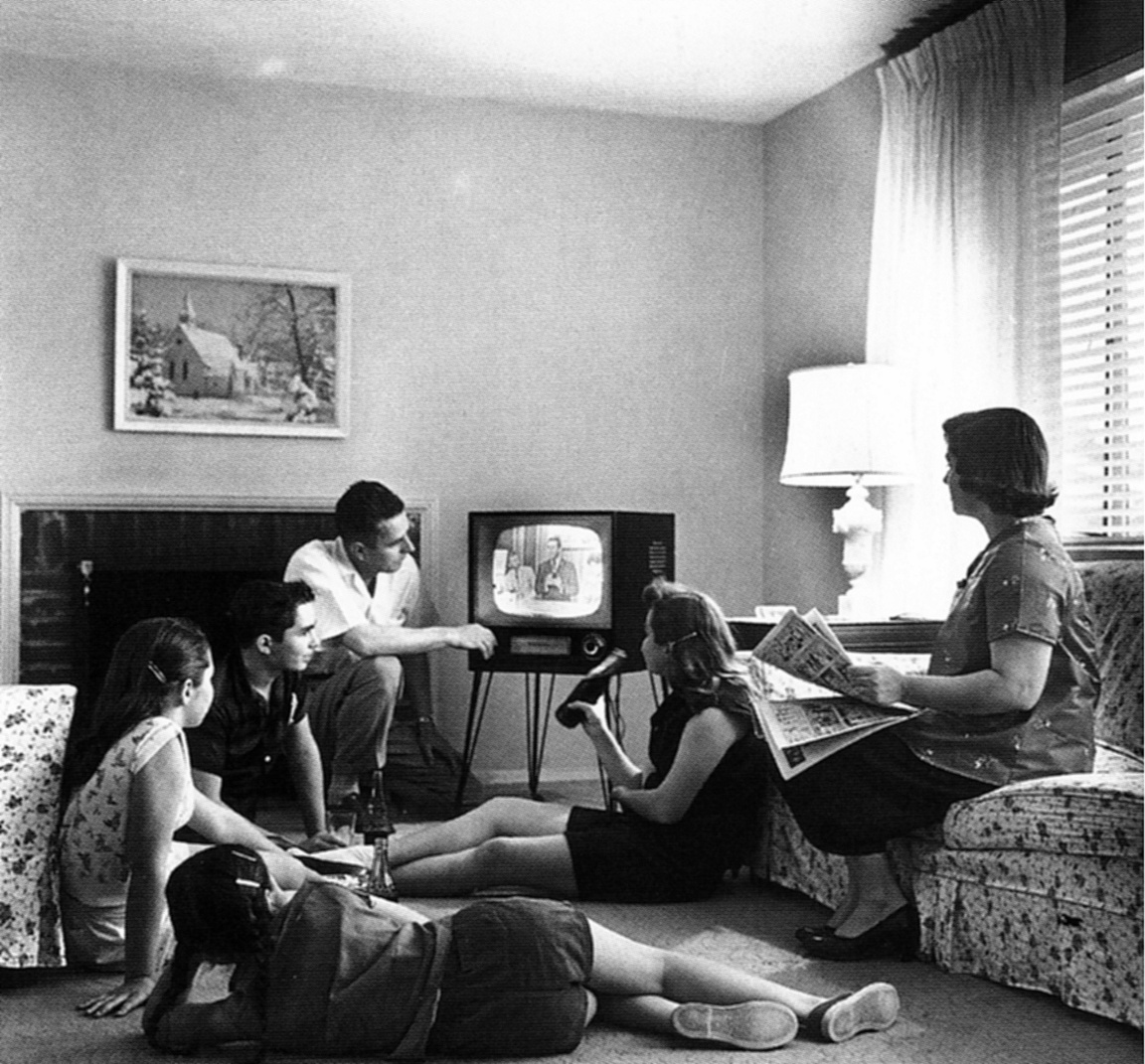
Les Québécois regardent la télévision en famille.

Radio-Canada développe également plusieurs émissions de divertissement comme Les Couche-tard, animée par Jacques Normand et Roger Baulu. Sur un ton léger, ces derniers reçoivent des personnalités issues de divers milieux. La culture est à l'honneur dans L’Heure du concert où Henri Bergeron présente des ballets, des opéras ou des concerts. Les comédies de situation sont aussi très populaires, notamment Toi et moi, qui met en vedette Janette Bertrand et Jean Lajeunesse. Les téléspectateurs peuvent voir plusieurs jeux à l'époque, comme Le Nez de Cléopâtre et Tous pour un.

##### Les émissions de service et d'informations
Jehane Benoît fait quant à elle la joie d’un grand nombre de téléspectatrices avec ses chroniques culinaires à l’émission Bonjour Madame (1956-1961), animée par Mia Riddez-Morisset.
Radio-Canada devient une importante source d’information. Les téléspectateurs s’informent auprès de Les idées en marche (1954) animées par Gérard Pelletier, de Judith Jasmin à Carrefour (1955 à 1962), de Jean-Paul Nolet, lecteur de nouvelles au Téléjournal, de René Lévesque à Point de mire (1956 à 1959) ou de Fernand Séguin (La Science en pantoufles, Le Roman de la science et au Sel de la semaine).

##### Les émissions sportives

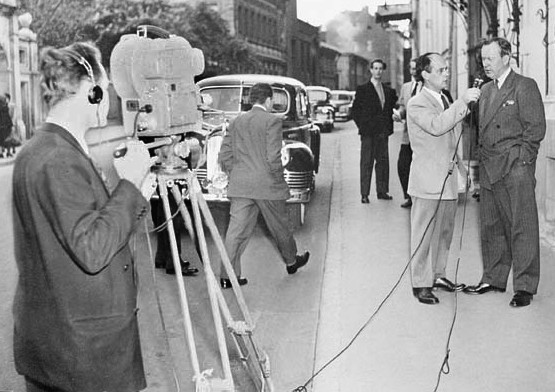
René Lévesque anime Point de mire de 1956 à 1959.

Dans les années 1950, les téléspectateurs peuvent également voir beaucoup de sports. La Soirée du hockey est présentée le samedi soir, L’Heure des quilles, le dimanche après-midi, les joutes des Royaux de Montréal l’été, et la lutte, en direct du Forum de Montréal, le mercredi soir.

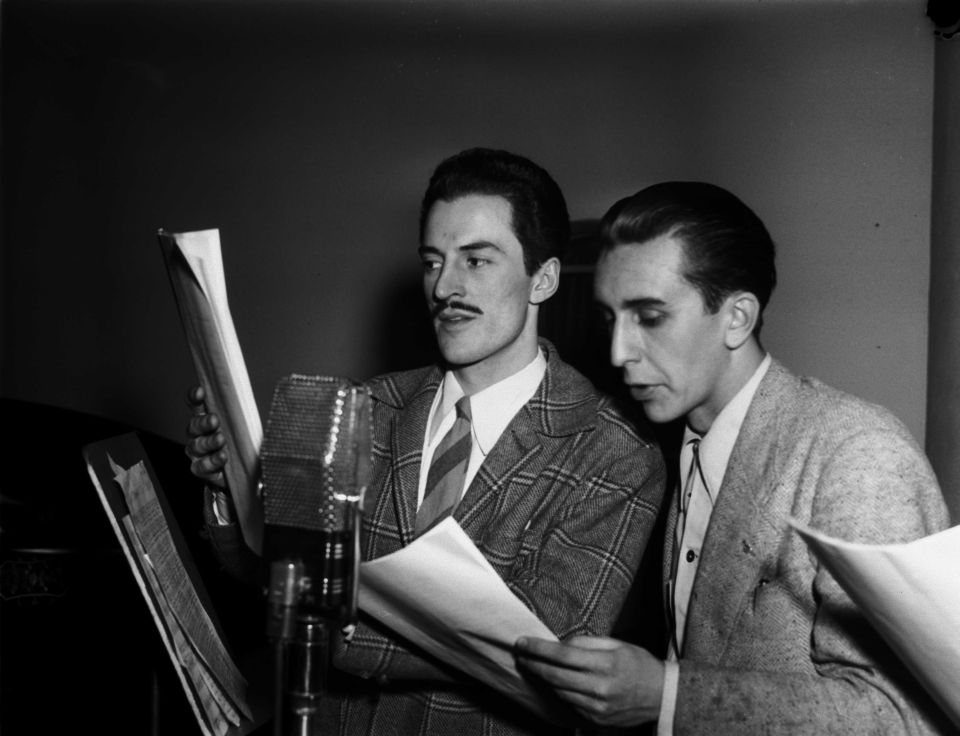
René Lecavalier, à gauche, a animé La Soirée du hockey à Radio-Canada de 1952 à 1985.

Radio-Canada choisit de présenter deux matchs de hockey en circuits fermés en octobre 1952. C’est Gérard Renaud qui en a la responsabilité. Avec son collègue Maurice Doucet, il place trois caméras du même côté afin d’obtenir un plan éloigné, un plan moyen et un gros plan. Son but est d’offrir le meilleur siège au Forum aux téléspectateurs, mais directement dans leur salon. Face au succès de M. Renaud, Radio-Canada présente des matchs au grand public. À l’époque, les propriétaires du Forum de Montréal sont inquiets et se demandent si la diffusion des matchs de hockey va vider leur aréna. C’est pour cette raison qu’ils ne sont d’abord pas diffusés en entier.
René Lecavalier anime La Soirée du hockey de 1952 à 1985. Pendant les pauses entre les périodes, on commence à présenter, en mars 1956, la Ligue du vieux poêle. Jean-Maurice Bailly, Émile Genest et Jacques Beauchamp y discutent du jeu.

### L’arrivée d’autres chaînes et d’un important changement technologique (1961-1968)

#### La naissance de Télé-Métropole en 1961
Paul L’Anglais, Joseph-Alexandre DeSève et des associés veulent créer une station de télévision de langue française à Montréal. Le canal 10, CFTM-TV (Télé-Métropole), est la première station de télévision privée à Montréal. Le 19 février 1961, elle est inaugurée par Joseph-Alexandre DeSève, un homme d'affaires qui avait notamment fait fortune dans l'immobilier et qui avait une solide expérience dans la distribution de cinéma français au Québec avec France Film. En 1971, le réseau TVA voit le jour. 

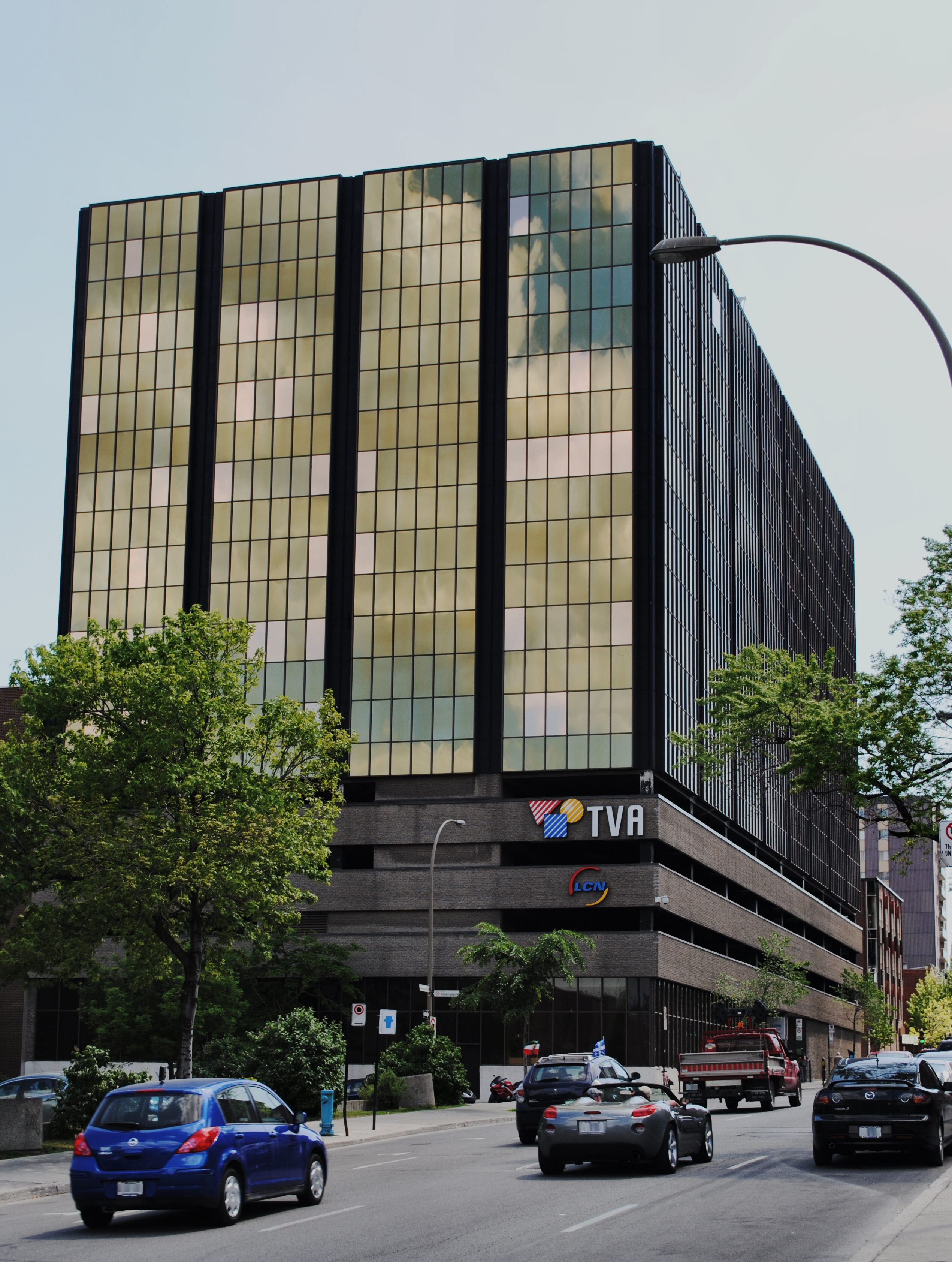
Les studios de Télé-Métropole (TVA) ont longtemps été situés sur la boulevard Maisonneuve à Montréal.

Ses studios sont situés au 1405, de Maisonneuve. La station compte environ 170 employés, dont plusieurs proviennent du milieu de la radio, de la télévision privée de Sherbrooke et du cabaret. Son réseau s’agrandit rapidement. En 1963, CFTM-TV commence ainsi à partager sa programmation avec Chicoutimi, puis, l’année suivante, avec Québec.

##### Les premières émissions
À Télé-Métropole, les enfants peuvent entendre les histoires abracadabrantes de Michel Noël dans Capitaine Bonhomme. Roger Giguère et Claude Blanchard (notamment avec son personnage de Nestor) apparaissent dans plusieurs émissions de la station.
Cré Basile, de Marcel Gamache, est l'une des premières comédies de situation. Très populaire, elle met en vedette le plombier Basile Lebrun (Olivier Guimond), son épouse Alice (Béatrice Picard), de même que Fabien Chaput (Denis Drouin) et son épouse Colombe (Amulette Garneau).
Animée par Pierre Lalonde et coanimée par Joël Denis, l'émission Jeunesse d’aujourd’hui reçoit des chanteurs (tels que Donald Lautrec, Michèle Richard, etc.), et des groupes (Les Classels) devant public et des danseuses en minijupes. Lalonde devient même, grâce à cette émission, une idole pour plusieurs jeunes de cette génération.

#### Le premier débat des chefs en 1962
Si les campagnes et les soirées électorales commencent à faire l'objet d'une couverture télévisée à partir de 1957, c'est en 1962 qu'a lieu le premier débat des chefs au Québec de l'histoire. Le 11 novembre, une émission spéciale, animée par Raymond Charette, réunit Jean Lesage, chef du Parti libéral, et Daniel Johnson, chef de l'Union nationale. Lesage bénéficie des conseils et de l'expérience de Maurice Leroux, conseiller en télévision, qui l'aide à se préparer en conséquence. Le débat est regardé par 2 millions de téléspectateurs. De l'avis général, c'est Lesage qui aurait remporté le débat.

#### L'arrivée de la couleur en 1966

Le logo de Télé-Métropole dans les années 1960.

En septembre 1966, la couleur s'introduit dans le paysage télévisuel québécois. Le 1er septembre, Radio-Canada commence à diffuser certaines émissions en couleurs. Le logo est modifié par un papillon coloré créé par Hubert Tison. Radio-Canada a fait l’acquisition de cars de reportages qui peuvent rendre les couleurs. La Soirée du hockey et Les Belles Histoires des pays d’en haut sont diffusées en couleurs au mois d’octobre 1966. C'est donc en couleurs que les téléspectateurs peuvent découvrir le monde dans les émissions spéciales présentant l'Expo 67.
À Télé-Métropole, l’arrivée de la couleur se fait également en 1966. Dès 1971, l’ensemble des émissions de sa programmation sont diffusées en couleur.

#### La naissance de Radio-Québec en 1968
Le 22 février 1968, Radio-Québec, un service provincial de radiodiffusion, est créé par le gouvernement du Québec de Daniel Johnson. La mission première de cette chaîne est de promouvoir la culture et l'éducation. Pierre Gauvreau, employé jusque-là par Radio-Canada, est l'un de ses premiers réalisateurs. Il travaille notamment sur l'élaboration de deux émissions jeunesse en collaboration avec le ministère de l'Éducation. Cela donnera Les Oraliens et Les 100 Tours de Centour. 

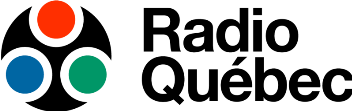
Le logo de Radio-Québec de 1968 à 1996.

### Une télévision entrée dans le quotidien des gens (1969-1985)
Aux pionniers viennent s'ajouter une deuxième génération de créateurs. Les problèmes techniques sont moins nombreux et les artisans peuvent d'avantage peaufiner les créneaux développés lors des quinze premières années de l'histoire de la télévision. Le public peut désormais voir sur son téléviseur des événements qui agitent la société québécoise, comme la crise d’Octobre en 1970, la grève du Front commun syndical en 1972, la première élection du Parti québécois en 1976 ou le référendum sur la souveraineté en 1980, ainsi que des moments historiques, dont les premiers pas de l’homme sur la Lune.
La télévision contribue à briser peu à peu des préjugés. Ainsi, Myra Cree devient la première femme autochtone à occuper un poste de cheffe d'antenne et la populaire comédie Chez Denise introduit un personnage noir (Normand Brathwaite) et un personnage homosexuel (André Montmorency) à sa distribution. En 1980, la télévision est véritablement entrée dans les habitudes des gens. Son écoute est même l’activité de loisir préférée de l’adulte moyen au Québec (1200 heures annuellement). Les téléspectateurs consacrent en moyenne 27 heures par semaine à son écoute (85 % à la télévision francophone).

#### Des studios en expansion

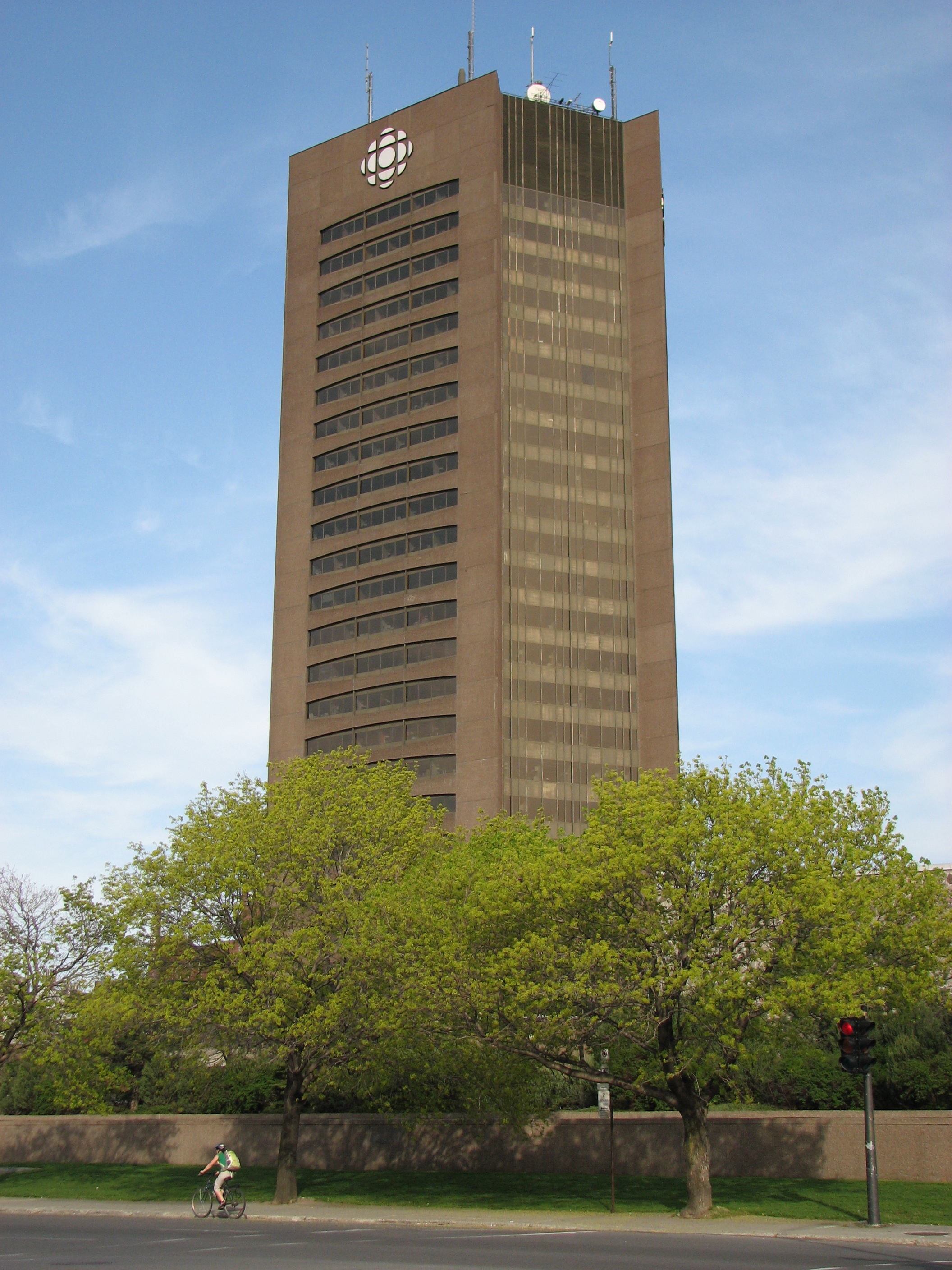
En 1973, Radio-Canada inaugure sa tour à Montréal.

Après la démolition de centaines de maison et commerce du faubourg à m’lasse, en 1973, Radio-Canada emménage dans sa nouvelle maison. La tour compte 23 étages, 25 studios de radio et 9 de télévision.
En 1974, Burton Kramer créé un nouveau logo. Il s'agit d'une sphère bleue (la Terre), au centre de laquelle on peut voir un C (pour Canada) en expansion qui suggère la diffusion dans un dégradé orange.
De son côté, Télé-Métropole agrandit ses locaux montréalais en 1974. Les travaux sont achevés deux ans plus tard, en 1976. Le nouvel édifice de 11 étages est situé au 1600, boulevard de Maisonneuve.

#### Quelques émissions cultes

##### Les téléromans et les téléséries
Dans les années 1970-1980, les téléromans continuent d’être très populaires. À Radio-Canada, ils sont nombreux à suivre les péripéties de la famille Jarry dans Rue des Pignons de Louis Morisset et Mia Riddez, la famille Tremblay dans Quelle famille! de Janette Bertrand et Jean Lajeunesse, la famille Germain dans La Petite Patrie de Claude Jasmin, la famille Jacquemin dans Terre humaine de Mia Riddez ou de la famille Duval dans Jamais deux sans toi de Guy Fournier. Le Parc des Braves fait quant à lui découvrir la vie de la veuve Marie Rousseau (Marie Tifo) qui traverse la Deuxième Guerre mondiale à Québec.
Au début des années 1980, plusieurs téléromans fracassent des records de cotes d’écoute. C’est le cas du Temps d’une paix de Pierre Gauvreau. Il compte en moyenne 2,5 millions de téléspectateurs par émission et c'est le premier téléroman a dépassé les 3 millions en cote d'écoute. Centré sur la vie de quatre familles (les Saint-Cyr, les Lavoie, les Desrosiers et les Fournier) durant l'entre-deux-guerres dans Charlevoix, le téléroman centre son intrigue sur les amours de Rose-Anna Saint-Cyr (Nicole Leblanc) et de Joseph-Arthur Lavoie (Pierre Dufresne puis Jean Besré). Réalisé par Yvon Trudel, il illustre le passage d'une société rurale à urbaine. Plusieurs se rappellent des personnages de Mémère Bouchard (Monique Aubry), d'Antoinette (Marie-Lou Dion), de Lionel (Daniel Gadouas), de Juliette (Katerine Mousseau) et de Ticoune (Denys Paris).
À Radio-Québec, À plein temps mélange acteurs et marionnettes, dont une voisine Madame Bourette, et présente le parcours de six familles d'un quartier populaire montréalais.
Que ce soient Jean Besré, Vincent Bilodeau, René Caron, Angèle Coutu, Roland Chenail, Jean Duceppe, Yvon Dufour, Amulette Garneau, Marjolaine Hébert, Paul Hébert, Jacques Galipeau, Andrée Lachapelle, Huguette Oligny, Jean-René Ouellet, Béatrice Picard, Gérard Poirier, Guy Provost, Gisèle Schmidt ou Yves Létourneau, les comédiens et comédiennes entrent dans le quotidien des téléspectateurs.
Deux séries à grand déploiement marquent également les ondes radio-canadiennes à l'époque. Diffusée de 1967 à 1968, D'Iberville est réalisée par Pierre Gauvreau. Albert Millaire y incarne le personnage historique Pierre Le Moyne d'Iberville, un navigateur et explorateur qui a vécu au XVIIe siècle. Un autre format se développe et rejoint les foules : les téléséries. Nombreux se rappellent la prestation de Jean Lapointe dans Duplessis (1978). Scénarisée par Denys Arcand et réalisée par Mark Blandford, elle reprend la carrière du premier ministre Maurice Duplessis en sept épisodes.
Du côté des comédies, Du tac au tac met en scène la vie au bureau de l'imprésario Jean-Jacques Lemay (Roger Lebel) et de ses employés, notamment Louis Gauthier (Jean-Pierre Chartrand), Sylvie Larouche (Christiane Pasquier) et le coloré comptable Mario Duquette (Michel Forget).

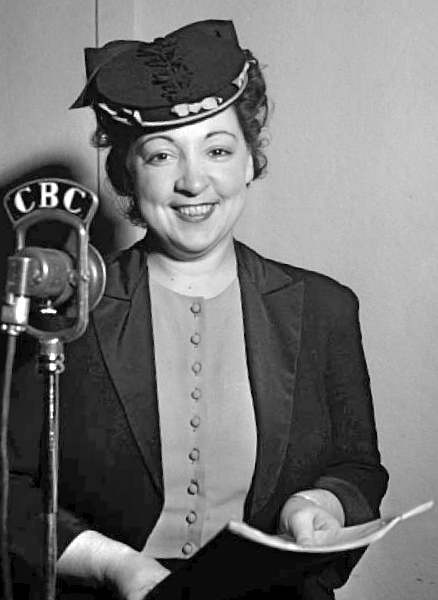
Juliette Huot incarne le personnage de Madame Sylvain dans Symphorien.

À Télé-Métropole, c'est le quotidien du concierge Symphorien Laperle (Gilles Latulippe), de sa femme Marie-Madeleine (Denise Proulx), de leur famille et amis ainsi que de la propriétaire de la maison de chambre de Mme Sylvain (Juliette Huot) que les gens sont invités à suivre dans Symphorien. Marcel Gamache y met le style vaudeville à l'honneur et des professionnels du genre y jouent comme Denis Drouin et Manda Parent. Gamache récidive dans le genre avec la famille Brillant dans Les Brillant. Gilles Latulippe (Théo Théoret) y incarne à nouveau un personnage principal. Il joue entre autres aux côtés de Gaston Lepage, Béatrice Picard et Françoise Lemieux. Dans Peau de banane, le public est invité à suivre une famille reconstituée, un nouveau phénomène de société, composée de Simone St-Laurent, de Claude Cayer et de ses enfants Zoé (Marie-Soleil Tougas) et Renaud (Sébastien Tougas). La comédie Poivre et Sel présente quant à elle l'histoire des septuagénaires Marie-Rose Séguin (Janine Sutto) et Hector Potvin (Gilles Latulippe) qui ne s'arrêtent pas à leur âge pour tomber amoureux.

##### Les émissions jeunesse
Les émissions jeunesse continuent de connaître un grand succès à la fin des années 1960 et pendant toute la décennie 1970. À Radio-Canada, ce sont les belles années de Fanfreluche, de La Ribouldingue, du Pirate Maboule, de Sol et Gobelet, de Grujot et Délicat, de Nic et Pic ou de L'Évangile en papier. Au début des années 1980, les enfants se précipitent devant le téléviseur dès leur retour de l’école pour voir Félix et Ciboulette, Traboulidon ou Iniminimagimo.
À Télé-Métropole, La cabane à Midas, Patofville, Monsieur Tranquille et Les Satellipopettes font rire et chanter les enfants. Les personnages de ces émissions sont déclinées en de nombreux produits dérivés. Les disques de Monsieur Tranquille ou de Patof se vendent à plusieurs milliers d'exemplaires. Le Village de Nathalie, centré sur la jeune chanteuse Nathalie Simard, connaît également beaucoup de succès.
À Radio-Québec, les émissions éducatives sont à l'honneur, notamment dans Les Oraliens, Les 100 tours de Centour et l'émission phare pour toute une génération : Passe-Partout. Grâce au travail de Laurent Lachance, aux chansons et comptines composées par Pierre F. Brault et Michel Robidoux sur des paroles écrites par Bernard Tanguay, Michèle Poirier, Ronald Prégent, Jean-Pierre Liccioni et Jocelyne Goyette et des concepteurs des marionnettes Nicole Lapointe et Pierre Régimbald, l'émission connaît un succès immédiat. Elle vise à apprendre des valeurs aux enfants. Les poussinots et poussinettes se plaisent à retrouver quotidiennement Passe-Careau (Claire Pimparé), Passe-Partout (Marie Eykel) et Passe-Montagne (Jacques L'Heureux) ainsi qu'Alakazoo, Canelle, Pruneau ou Ti-Brin. Toujours à Radio-Québec Ciné-Cadeau réunit les jeunes en congé scolaire à chaque temps des Fêtes depuis 1982.

#### L'humour
Des traditions télévisuelles naissent à cette époque. C'est le cas du Bye bye. Depuis 1968, les Québécois se réunissent devant leur téléviseur le 31 décembre afin de regarder cette revue de fin d'année. Parmi les sketches mémorables, il y a celui du « soldat à Wesmount » en 1970 ou « du bourgeois gentilhomme Lavigueur » en 1986. Dans le créneau de l’humour, Dominique Michel et Denise Filiatrault connaissent elles aussi beaucoup de succès avec Moi et l’autre sur le canal 2 et Les Tannants sur le canal 10. Dans Les Lundis des Ha! Ha!, Dong (Claude Meunier) et Ding (Serge Thériault) animent des soirées d'humour où se produisent entre autres Daniel Lemire, André-Philippe Gagnon et Pierre Verville. Samedi de rire réunit Yvon Deschamps, Normand Chouinard, Normand Brathwaite, Pauline Martin et Michèle Deslauriers qui font sourire les gens par leurs colorés sketches.

##### Les émissions culturelles, sportives et sociales
Les Québécois se plaisent à écouter Henri Bergeron leur présenter un concert ou un téléthéâtre aux Beaux Dimanches. La chanson québécoise est quant à elle en pleine ébullition. Les téléspectateurs découvrent les chansonniers de l’heure comme Claude Gauthier, Raymond Lévesque, Félix Leclerc, Pauline Julien ou Gilles Vigneault sur les plateaux des émissions de variétés.
La Soirée du hockey présente toujours les parties du Canadien de Montréal, qui remporte une Coupe Stanley presque à chaque saison durant ces années. Le monde s'invite à Montréal en 1976 à l'occasion des Jeux olympiques. Ils peuvent voir la jeune gymnaste roumaine Nadia Comaneci réaliser des exploits sportifs et remporter 5 médailles. Ils peuvent aussi admirer les nouvelles installations, conçues spécialement pour l'événement, comme le stade olympique qui n'est pas encore terminé. Le public se divertit en regardant Génies en herbes, Les Soirées de l’impro ou Appelez-moi Lise et apprend sur son environnement avec La semaine verte.
La télévision reflète les préoccupations et les enjeux de la société québécoise. Les Québécois sont nombreux à découvrir le monde grâce aux reportages de Pierre Nadeau notamment dans Le 60. La société change. Plusieurs émissions, comme Parler pour parler, animé par Janette Bertrand, Droit de parole, animé par Claire Lamarche, et Femmes d’aujourd’hui, animé par Aline Desjardins, proposent ainsi discussions et débats sur des sujets d’actualité comme le divorce, le sida, l'alcoolisme, les rapports hommes-femmes, le sexisme ou le monde du travail. Plusieurs ont un rapport avec la religion catholique et sa pratique qui évolue grandement. La télévision s'adapte en offrant une émission comme Second Regard.

### L'essor des chaînes spécialisées (1986-2005)
Alors que Radio-Canada et TVA se livrent une guerre de cotes d'écoute par le biais des téléromans, qui demeurent très populaires, les amateurs de hockey se délectent de la rivalité qui oppose le Canadien de Montréal aux Nordiques de Québec. Les Québécois peuvent vivre en direct des événements historiques internationaux, comme la chute du mur de Berlin en 1989, ou nationaux, comme la crise d'Oka à l'été 1990 et le déluge du Saguenay en 1996. La télévision payante fait son apparition dans les foyers québécois au début des années 1980. La période est marquée par l'essor des chaînes spécialisées, essor qui se fait en deux temps, soit à la fin des années 1980 et des années 1990. Les chaînes généralistes commencent quant à elles à être aux prises avec des compressions budgétaires majeures. Radio-Canada doit même privatiser une grande partie de ses services et déléguer la réalisation de contenu à des sociétés de production. Radio-Québec change pour sa part de nom et devient Télé-Québec en 1996.
De plus, au début des années 2000, le sport commence à perdre de la vitesse à la télévision généraliste. Radio-Canada abandonne deux émissions mythiques : La Soirée du hockey et Les Beaux Dimanches en 2004. Le téléroman à l'ancienne est pour sa part supplanté par les téléséries à la même époque.

#### Quelques vedettes de l'information
Des personnalités y mènent de longue carrière et font partie du paysage télévisuel. C'est particulièrement le cas dans le milieu de l'information. Bernard Derome est chef d'antenne du Téléjournal de Radio-Canada de 1970 à 1998, en plus d'animer une vingtaine de soirées électorales et les soirées référendaires de 1980, 1992 et 1995. Il revient à la barre du Téléjournal de 2004 à 2008 avant de prendre définitivement sa retraite. Derome prononçait, lors des soirées électorales, une la phrase qui est entrée dans la mémoire populaire : « Radio-Canada prévoit que, si la tendance du vote se maintient, le prochain gouvernement sera formé par le Parti... ». Pierre Bruneau fait pour sa part son entrée à Télé-Métropole (TVA) en 1976 où il anime le TVA 18h, puis le TVA 17h de 2001 à 2022 ainsi que de nombreuses soirées électorales. Sophie Thibault, qui fait ses débuts à TVA comme journaliste en 1988, est cheffe d'antenne au TVA 22h/TVA Nouvelles de 22 heures depuis 2002. À la présentation des bulletins météo, deux personnalités deviennent indissociables du quotidien des gens : Jocelyne Blouin à Radio-Canada et Colette Provencher à TVA.

#### De nombreux changements technologiques
Les changements technologiques s’accélèrent au fil de la décennie 1990. Les Québécois sont plus nombreux à s’abonner au câble. Le numérique prend davantage de place et les stations commencent à diffuser des émissions en haute définition et l'information en continu. L’aspect du téléviseur évolue lui aussi. Des écrans sans cesse plus grands et plus plats commencent à apparaître sur le marché. Les habitudes des téléspectateurs changent, en particulier chez les jeunes qui délaissent peu à peu la télévision traditionnelle au profit d'Internet. Si plusieurs adultes continuent de regarder la télévision le soir dans leur salon, ils sont maintenant nombreux à regarder leurs émissions en différé. 

La chaîne TQS est lancée en 1986.

#### TQS
Le 7 septembre 1986, un deuxième réseau francophone privé généraliste est lancé au Québec : Télévision Quatre-Saisons. TQS diffusera une programmation originale pendant 12 mois, contrairement à ses concurrents qui font relâche en période estivale. La chaîne, qui a des bureaux à Montréal puis à Québec, vise un public allant de 18 à 49 ans avec des émissions telles que Rock et Belles Oreilles. Elle mise sur les bulletins d'informations, les jeux télévisés (Action Réaction), les sports, les variétés (Garden Party), le cinéma (dont le cinéma érotique avec Bleu nuit).

#### MusiquePlus

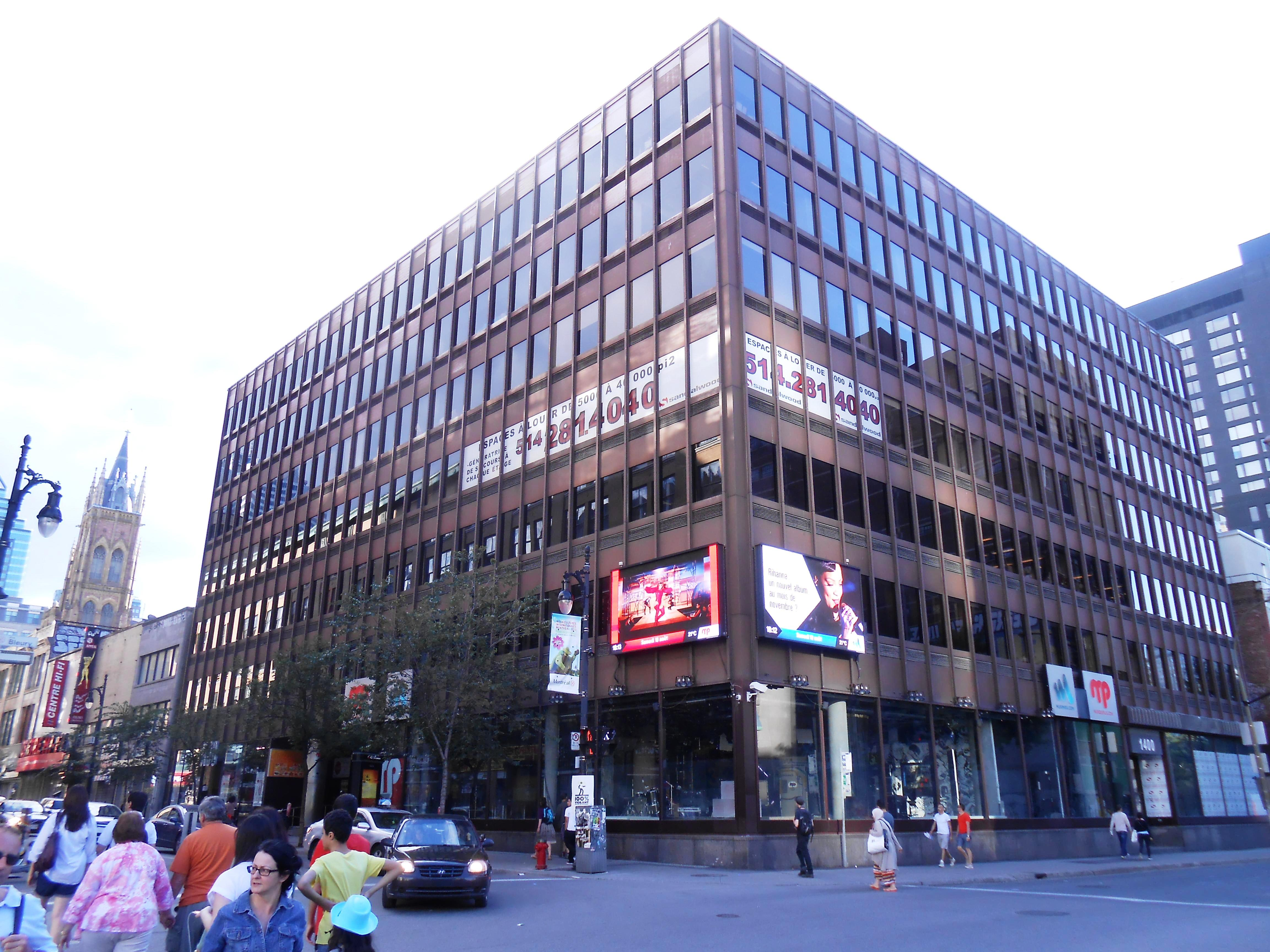
Les studios de Musique Plus à Montréal sont situés sur la rue Sainte-Catherine Est.

Dans les années 1980, les chaînes de musique comme MTV, aux États-Unis, révolutionne l'univers musical télévisuel. Avant que MusiquePlus, l'homologue francophone de MuchMusic (lancée à Toronto en 1984), entre en onde le 2 septembre 1986, les foyers québécois avaient accès aux vidéoclips notamment grâce aux émissions diffusées sur TVJQ (Télévision des jeunes du Québec, Radio-Vidéo), TVA (Pop Express et Grande Nuit Vidéo) et NBC (Friday Night Videos) du côté américain. La chaîne câblée débute en occupant le temps d'antenne des fins de soirée. Elle devient un service 24 heures sur 24 deux ans plus tard. MusiquePlus se démarque par son style novateur, avec une animation qui peut se faire aussi bien dans la rue qu'en studio. Sonia Benezra, Geneviève Borne, Marie Plourde, Claude Rajotte ou Paul Sarrazin y mènent des entrevues ou présentent des vidéoclips. Les artistes internationaux ou québécois ne manquent pas de s'y arrêter lors de leur tournée promotionnelle. MusiquePlus contribue par ailleurs à l'essor des vidéoclips québécois.

#### Le Canal Famille
Le Canal Famille (remplaçant TVJQ) est lancé le 1er septembre 1988. Il s'agit d'une chaîne spécialisée pour les jeunes. Sur un ton plus libre, audacieux et ludique, les jeunes peuvent y voir des émissions étrangères et originales.

#### L'information en continu

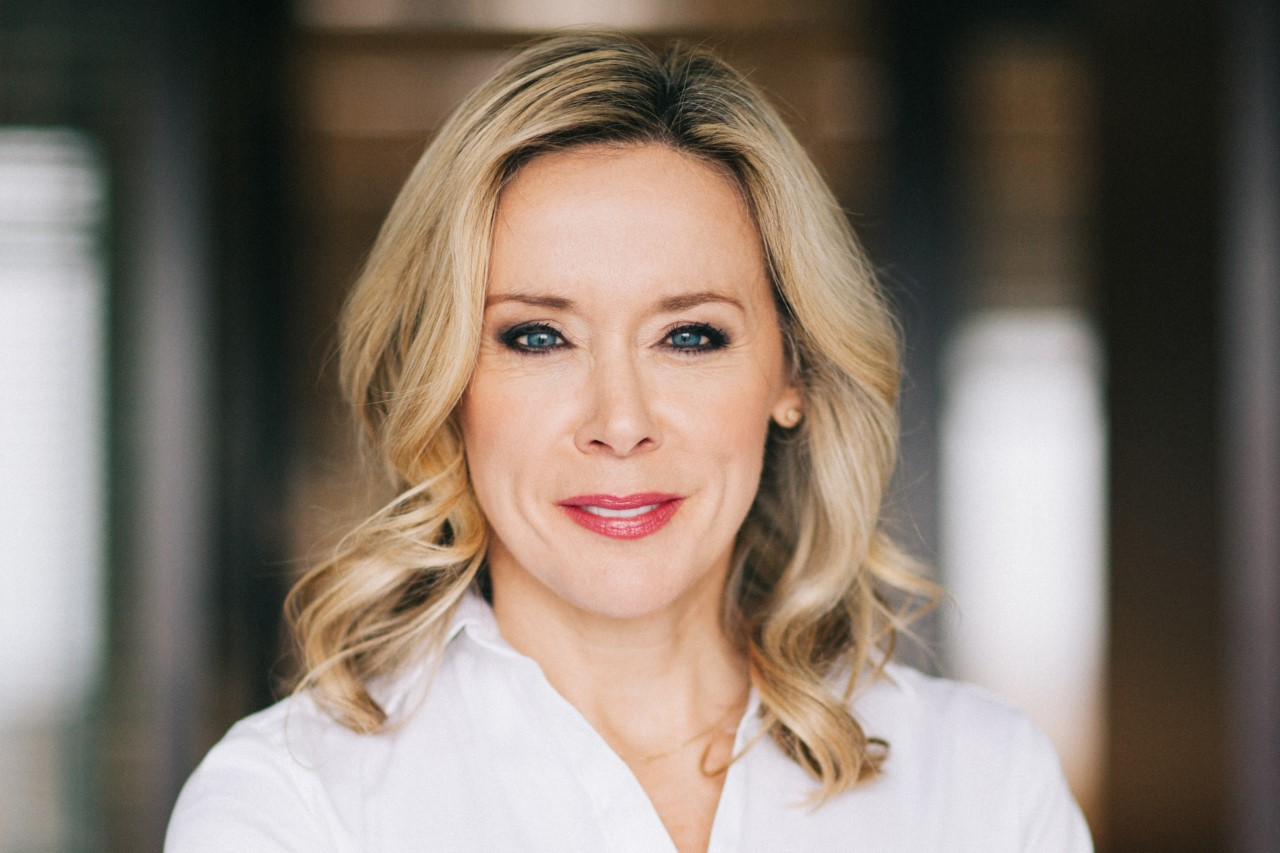
Esther Bégin lit le premier bulletin de nouvelles de la nouvelle chaîne d'information en continu LCN.

Le 1er janvier 1995, le Réseau de l'information (RDI) de Radio-Canada entre en ondes. La nouvelle chaîne d'information en continu se consacre à l’information et aux nouvelles canadiennes et internationales. TVA emboîte le pas avec Le Canal Nouvelles (LCN) le 8 septembre 1997. C’est Esther Bégin qui lit le premier bulletin de la nouvelle chaîne. L’actualité, et plus largement l’histoire, se vivent désormais en direct. Comme l’actualité évolue rapidement, les chaînes développent des émissions spécialisées pour approfondir certains sujets.

#### Une succession de chaînes spécialisées
Les chaînes spécialisées se multiplient en 20 ans. L’offre devient de plus en plus diversifiée et personnalisée. Les téléspectateurs ont ainsi davantage de choix.
- MétéoMédia (1988);
- TV5 Québec Canada (1988, remplaçant TVFQ)[86];
- RDS ou Réseau des Sports (1989, remplaçant TVSQ)[87];
- Canal D (1995, documentaires et émissions de divertissement);
- MusiMax (1997, musique);
- Canal Vie (1997, santé et bien-être);
- Télétoon (1997, dessins animés);
- Canal Évasion (2000, voyage);
- Historia (2000, histoire);
- Séries+ (2000, séries québécoises et internationales);
- Canal Z (2000, maintenant Ztélé ; mystère, sciences, technologies et science-fiction);
- ARTV (2001, émissions culturelles)[88];
- Mystère (2004, aujourd'hui AddikTV);
- Argent (2004);
- Réseau Info-Sports (2004, aujourd'hui RDS Info). La chaîne culturelle ARTV est lancée en 2001.

La chaîne culturelle ARTV est lancée en 2001.

#### Télécommande, magnétoscope, lecteur DVD: les changements technologiques
En plus de l’arrivée du câble et de la télévision payante, deux nouveautés font leur apparition sur le marché québécois. À partir des années 1980, les téléviseurs commencent à être offerts avec une télécommande à fil puis à piles. Les téléspectateurs n’ont donc plus besoin de se lever pour tourner le bouton afin de changer de chaîne. Ils peuvent désormais passer aisément d’une chaîne à l’autre.
Le magnétoscope est quant à lui lancé par les Japonais en 1976. Quatre ans plus tard, on commence à le voir apparaître dans les foyers québécois. En 1980, il s’agit encore d’un produit de luxe. Les gens doivent débourser en moyenne de 1 000 $ à 1 600 $ pour s’en procurer un. De plus, les compagnies Sony (format Beta) et JVC (format VHS) se livrent une lutte commerciale. Rapidement le VHS qui remporte la mise, avec 70 % des parts de marché en Amérique du Nord dès 1980.
En 1996, les lecteurs de DVD sont commercialisés au Japon. Au Québec, les gens abandonnent progressivement leur magnétoscope pour acquérir un lecteur de DVD.

#### Les téléromans
La télévision continue d’exercer une grande influence auprès du public. Les téléromans de l’heure se regardent en famille. Environ 2 400 000 téléspectateurs suivent ainsi chaque semaine Pierre Lambert (Carl Marotte) faire ses débuts d'hockeyeur professionnel avec le National de Québec (Lance et compte, 1986, 1988, 1989). Dans Des dames de cœur, Lise et Sylvie Payette mettent en scène quatre femmes à l'approche de la quarantaine (Évelyne Lamontagne (Andrée Boucher), Claire Trudel (Luce Guilbeault), Lucie Belleau (Louise Rémy), Véronique O'Neil (Michelle Rossignol)). Le personnage de Jean-Paul Belleau (Gilbert Sicotte), le mari volage, déclenche les passions auprès du public.
À Télé-Métropole, Chop Suey met en lumière trois jeunes femmes qui vivent en colocation à Montréal: Anne Béland (Claude Jobin), Valérie Gagné (Hélène Gagnon) et Marie-Soleil Tougas (Judith Létourneau). Victor-Lévy Beaulieu signe L’Héritage, un drame familial centré sur les Galarneau à Trois-Pistoles. Gilles Pelletier (Xavier Galarneau, Nathalie Gascon (Miriam), Robert Gravel (Miville), Yves Desgagnés (Xavier « Junior »), Sylvie Léonard (Julie) incarnent les membres de cette famille. Pierre Gauvreau tisse également une intrigue autour d'une famille du Bas-Saint-Laurent, les Cormoran, au cours des années 1936 à 1939. Bella (Nicole Leblanc), Pacifique (Raymond Legault), Angélique (Mireille Thibault), Germain Lafond (Guy Mignault) et la veuve de leur frère René, Ginette Durivage (Katerine Mousseau) composent cette famille que l'on voit évoluer dans Cormoran.
Les Filles de Caleb marquent la période. Chaque semaine, plus de 3,6 millions de téléspectateurs sont rivés à leur écran pour voir naître l’histoire d’amour entre l'institutrice Émilie Bordeleau (Marina Orsini) et Ovila Pronovost (Roy Dupuis). L'une de leur fille, devenue infirmière en Abitibi (jouée par Pascale Bussières) est le personnage principal de Blanche.

À Radio-Québec, Janette Bertrand présente des dramatiques qui font réfléchir sur des enjeux sociaux, souvent tabous, dans Avec un grand A. 

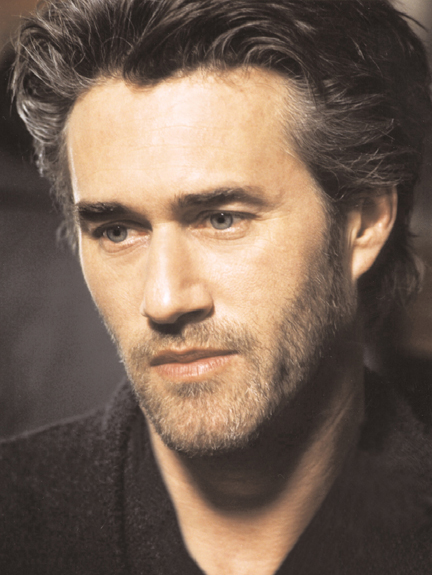
Roy Dupuis incarne notamment Ovila Pronovost dans Les Filles de Caleb et Michel Gagné dans Scoop.

Les téléséries continuent de plaire à un large public. Omertà, Urgence, L’Ombre de l’épervier, Le Retour, Urgence, Virginie, Bouscotte, Le Polock, Fortier, Annie et ses hommes, Rumeur, Les poupées russes, La Vie, la vie, Grande Ourse et Minuit, le soir rejoignent plusieurs milliers de téléspectateurs chaque semaine. De nouveaux scénaristes se font remarquer, tels que Luc Dionne, Stéphane Bourguignon et François Létourneau.
Scoop explore le milieu journalistique autour des personnages de Stéphanie Rousseau (Macha Grenon), Lionel Duval (Rémy Girard), Léonne Vigneault (Francine Ruel), Richard Tintin Fortin (Martin Drainville) et Michel Gagné (Roy Dupuis). Omertà, signée par Luc Dionne, pénètre pour sa part dans le milieu criminalisé. L'escouade de la lutte contre le crime organisé, dirigé par Gilbert Tanguay (Michel Dumont), essaie de mettre la main sur Giuseppe Scarfo (Dino Tavarone), le parrain présumé de la mafia montréalaise. L'enquêteur Pierre Gauthier (Michel Côté) et l'agent double François Pelletier (Luc Picard) sont totalement investis dans cette lutte au crime.
Dans le domaine jeunesse, Le Club des 100 watts, Radio-Québec ou Watatatow, Les Débrouillards, les adolescents regardaient Chambres en ville jeunes cégépiens habitent pension montréalaise Louise Leblanc (Louise Deschâtelets), Pete Belliveau (Francis Reddy), Lola Corbeil (Anne Dorval). Bibi et Geneviève, Télé-Pirate, Radio Enfer, Dans une galaxie près de chez vous, équipage vaisseau spatial canadien Romano Fafard, capitaine Charles Panetaude (Guy Jodoin) Canal Famille. Bouledogue Bazar Radio-Canada. Télé-Québec : Macaroni tout garni et Cornemuse Bagou le singe (Roxanne Boulianne), Kounga la kangourou (Sophie Bourgeois), Rafi la ratonne (Valérie Blais) et Tibor le tigre (Marie-Christine Lê-Huu), vétérinaire Cornemuse (Danielle Proulx).
En humour, ce sont les belles années des Bye bye écrits par André Dubois et interprétés notamment par Dominique Michel, qui répète d'année en année que c’est son « dernier Bye bye ». Le groupe Rock et Belles Oreilles formé de Guy A. Lepage, André Ducharme, Bruno Landry, Yves P. Pelletier, Richard Z. Sirois et Chantal Francke présente son humour décapant sur les ondes de TQS (1986-1990). Toujours à TQS, Marcel Béliveau attrape nombre de personnalités à Surprise sur prise !  tandis qu'Yvon Deschamps et ses acolytes en font s’esclaffer plus d’un à Samedi de rire à Radio-Canada. À la télévision d'État, Claude Meunier obtient un succès sans précédent avec La Petite Vie, qui devient un véritable phénomène de société. Ti-Mé Paré (Claude Meunier), Moman (Serge Thériault), Thérèse (Diane Lavallée), Marc Labrèche (Rénald), Lison (Josée Deschênes), Caro (Guylaine Tremblay), Rod (Bernard Fortin) et Réjean Pinard (Marc Messier) sont suivis par des milliers de téléspectateurs.

Les comédies ou émissions humoristiques comme La Fin du monde est à 7 heures, Un gars, une fille, Les Bougon, c'est aussi ça la vie!, Les Invincibles et Le Cœur a ses raisons se démarquent. Un gars, une fille est adaptée dans près de 30 pays au fil des ans, ce qui en fait l’une des émissions les plus exportées au monde. Chaque semaine depuis 2000, Jean-René Dufort, MC Gilles et Chantal Lamarre traitent avec beaucoup d'humour de l'actualité politique, culturelle et sportive à Infoman. 

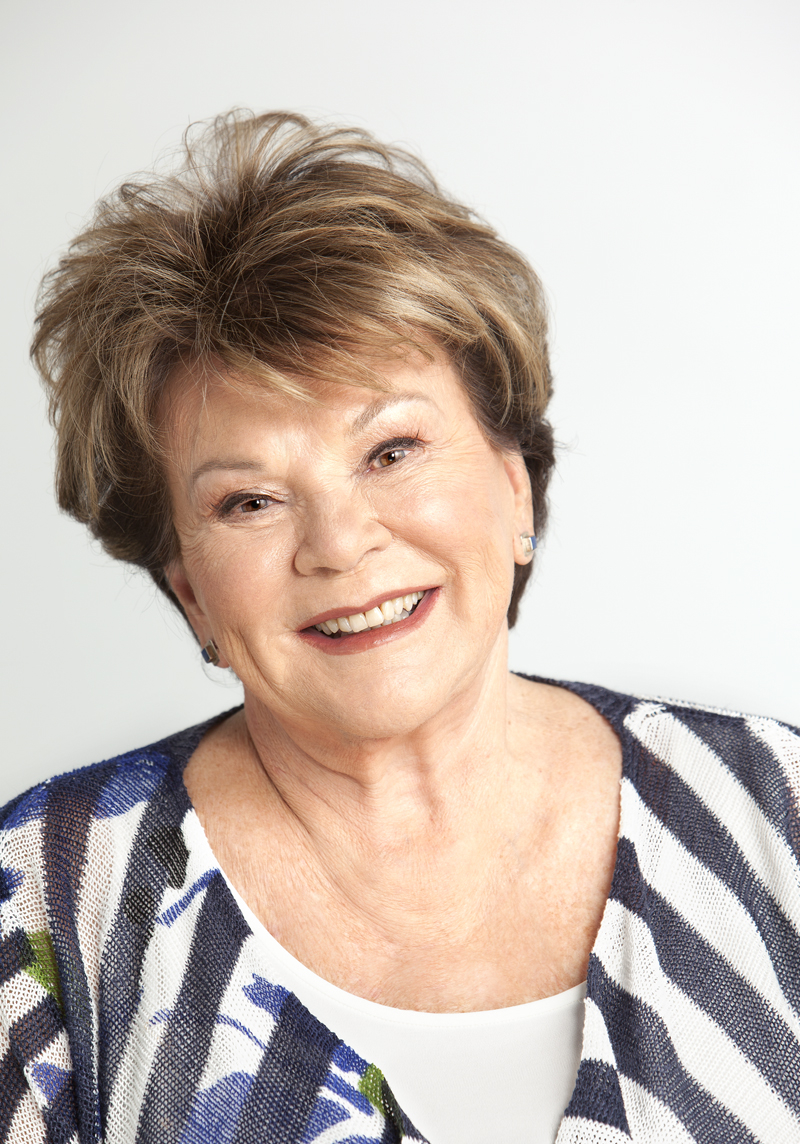
Janette Bertrand a une longue carrière à la télévision québécoise. Elle anime notamment Avec un grand A à Radio-Québec.

Du côté des talk-shows, Ad Lib, animé par Jean-Pierre Coallier, Christiane Charette en direct, Sonia Benezra, Le Point J, animé par Julie Snyder, Le Grand Blond avec un show sournois, animé par Marc Labrèche, et Tout le monde en parle, animé par Guy A. Lepage, sont regardés par un public fidèle.
L'information et les affaires publiques occupent une place importante à la télévision québécoise. À Radio-Canada, Le Point, Découverte, animé par Pierre Maisonneuve puis par Charles Tisseyre depuis 1992, La Facture sont lancées. La chaîne est caractérisée par ses nombreux correspondants à l'étranger, comme Céline Galipeau, Raymond Saint-Pierre, et ses chroniqueurs comme Claude Deschênes. À TVA, Mongrain de sel, animé par Jean-Luc Mongrain, Le Match de la vie, animé par Claude Charron, Salut Bonjour, en ondes les matins de semaine depuis 1988, et J.E. sont offertes au public. Enfin, Téléservice à Radio-Québec et Le Grand Journal à TQS marquent les programmations de ces deux chaînes.
Les émissions culturelles et les jeux comme Star d’un soir, animé par Pierre Lalonde, Charivari, animé par Guy Mongrain, Fais-moi un dessin, animé par Yves Corbeil, Les Détecteurs de mensonges, animé par Patrice L'Écuyer, Fort Boyard, Flash, Belle et Bum, La Fureur, animé par Véronique Cloutier sont également très appréciés du public. Parmi les émissions de services, mentionnons Deux filles le matin et Denis Lévesque à TVA, À la di Stasio à Télé-Québec, Ricardo et L'Épicerie à Radio-Canada.
Les téléspectateurs se passionnent aussi pour un nouveau genre au début des années 2000 : la téléréalité (dont Star Académie à TVA).

### La crise des médias (2006-actuel)
En 2006, la manière dont les Québécois consomment et regardent la télévision a bien changé. Depuis qu’il est possible de regarder des émissions en différé sur les plateformes des grands réseaux, les gens peuvent visionner une nouvelle série en rafale, ou encore revoir un épisode d’une émission sur leur tablette. Ils sont de plus en plus nombreux à écouter la télévision en rediffusion sur leur téléviseur ou sur leur ordinateur. D’ailleurs, plusieurs personnes ne possèdent même plus de téléviseur à la maison.

L’écoute de la télévision n’est plus une activité réservée aux soirées à la maison en famille. En 2006, un sondage révèle que les Québécois de 18 à 32 ans passent 13,1 heures par semaine sur Internet contre 13,3 heures devant la télévision. Les artisans de la télévision se demandent comment rejoindre ce public plus jeune. 

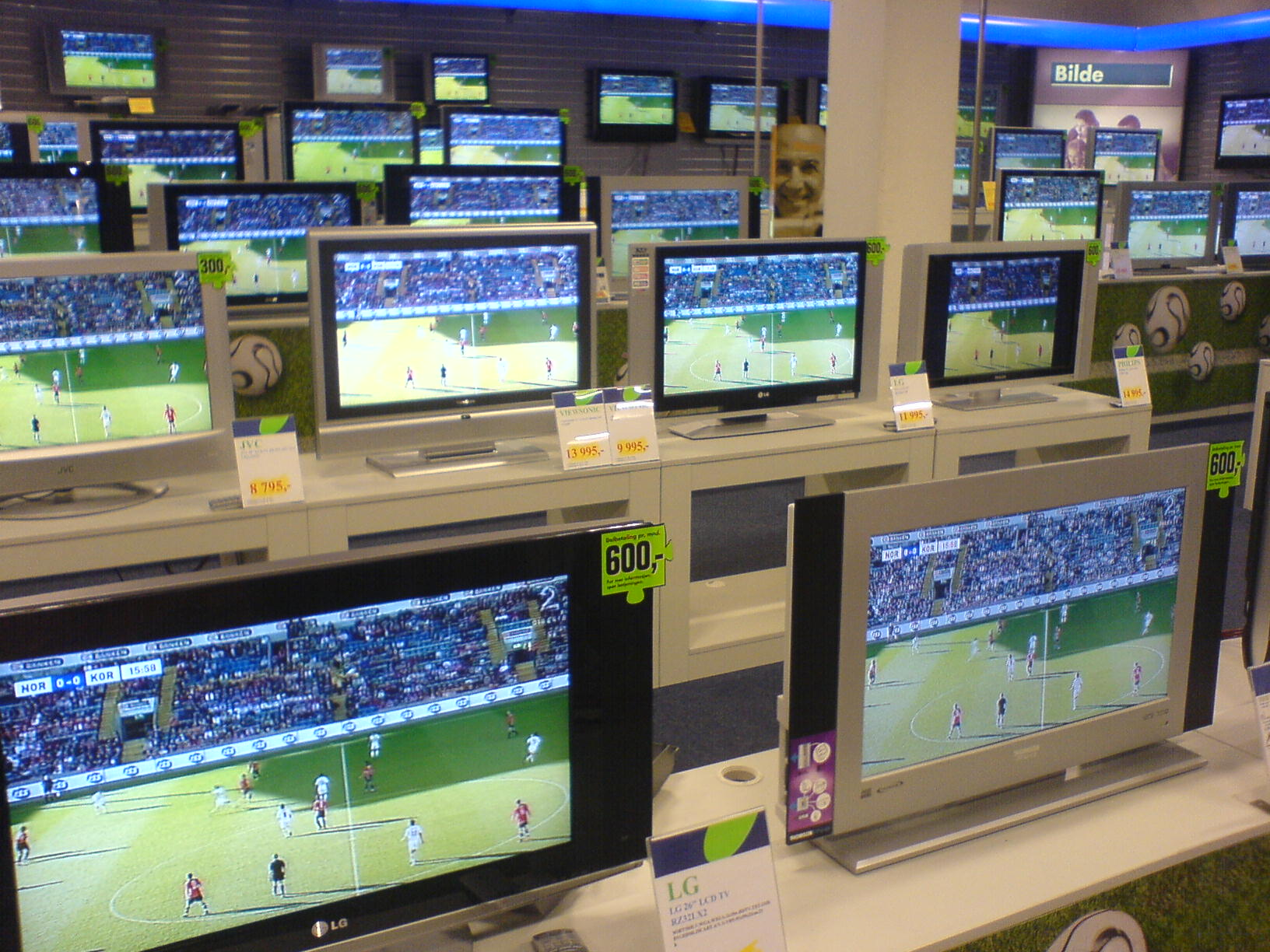
Les écrans plats arrivent sur le marché québécois au début des années 2000.

La concurrence d'Internet continue de se faire sentir avec les années mais de façon moins marquée auprès de la population en général. En 2015, les Québécois regardent 33,67 heures de télévision par semaine (dont près de 55 heures par semaine chez les plus de 65 ans) alors qu’ils passent en moyenne 22,2 heures par semaine sur Internet. Les grands réseaux francophones demeurent populaires auprès de la population. En 2016, TVA occupe 24,6% des parts d’écoute, suivi de Radio-Canada avec 13,6%, V, 7,7, Télé-Québec, 3,8%. Les réseaux spécialisés francophones détiennent 43,5% des parts d’écoute contre 7 % pour les réseaux anglophones et américains.

#### La haute définition
Une nouvelle technologie apparaît en 2004 : la haute définition (HD). Elle donne une image d’une qualité 6 fois supérieure à celle de la télévision conventionnelle. Radio-Canada fait aussitôt placer une antenne diffusant en standard ATSC sur le toit de son édifice à Montréal. La télévision numérique terrestre fait aussi son apparition. Il est ainsi possible de capter un signal HD de Radio-Canada sur le canal UHF 19 (canal virtuel 2.1) à Montréal. Les premières émissions en HD sont L'Auberge du chien noir, Le Bleu du ciel et Bons baisers de France. En 2006, Radio-Canada produit déjà 20% de sa programmation en haute définition et prévoit convertir ses studios au cours des 5 années suivantes.
La haute définition a véritablement été propulsée en 2006 avec des émissions en haute définition disponibles tous les soirs et grâce à l'arrivée d'Astral Media, qui possède notamment VRAK.TV, Historia, Séries+, Canal D, Canal Vie, Ztélé et Super Écran.
En 2007, TVA lance une diffusion simultanée en HD de sa station montréalaise. Le 19 décembre 2007, TQS Montréal commence également à émettre un signal ATSC sur les ondes hertziennes permettant l'envoi de signal HD. Le 26 janvier 2009, Télé-Québec Montréal (CIVM) commence à émettre un signal ATSC sur les ondes hertziennes permettant l'envoi de signal HD. Le 1er septembre 2011 à minuit, les stations régionales de Radio-Canada, Télé-Québec, TVA et V à Montréal, Québec, Gatineau, Sherbrooke, Trois-Rivières, Saguenay, Rivière-du-Loup et Rouyn-Noranda éteignent leurs antennes analogiques et diffusent dorénavant en numérique par ondes hertziennes. En 2015, c'est désormais 3 foyers sur 4 qui possèdent un téléviseur en haute définition.

#### La crise de 2006
L'année 2006 est marquée par une crise de télévision. Les grands réseaux se questionnent sur la possibilité de continuer à produire des séries lourdes, c'est-à-dire celles qui coûtent très cher à réaliser. Ils s'inquiètent de la fuite des revenus publicitaires à cause de la multiplication des chaînes spécialisées. Les grands réseaux sont maintenant devenus des diffuseurs qui ne produisent plus eux-mêmes les séries, émissions jeunesse et téléromans. Ils s’approvisionnent essentiellement auprès de sociétés de production telles que Point de Mire, Aetios, Zone 3 et Datsit.

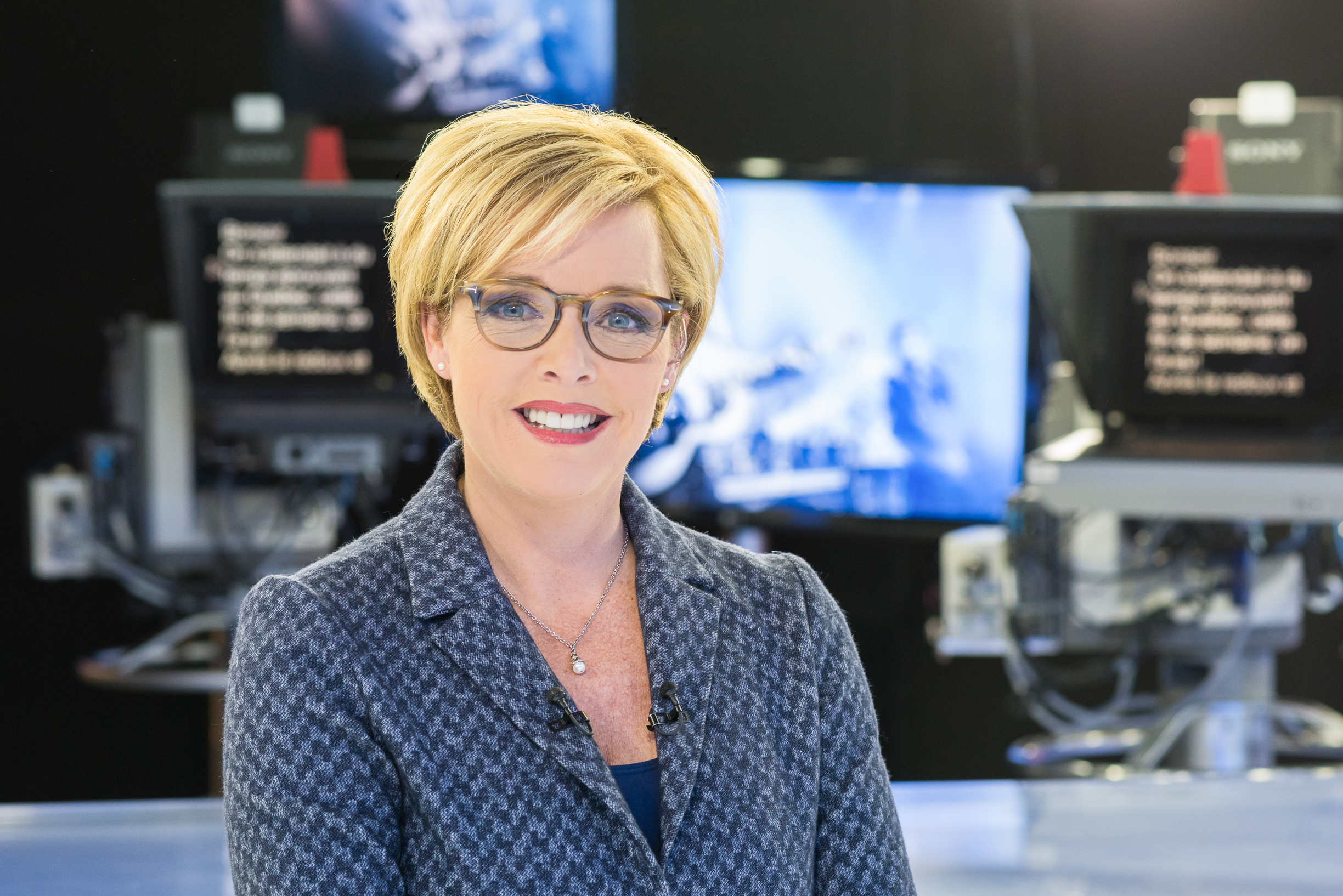
Sophie Thibault est lectrice de nouvelles au TVA de 22h de 2002 à 2022. Depuis, elle est cheffe d'antenne au bulletin de 17h.

#### De nouvelles chaînes spécialisées
En 2006, les canaux Prise 2 et Cinépop font leur entrée en ondes. En février 2008, le Groupe TVA lance la chaîne Les Idées de ma maison (aujourd'hui Casa). Depuis le 4 septembre 2008, la chaîne Télétoon Rétro diffuse des dessins animés classiques. En 2010, trois nouvelles chaînes sont lancées, soient Yoopa (QuB radio) et Playhouse Disney télé (devenu Disney Junior, maintenant Télémagino), deux chaînes concurrentes s'adressant au public d'âge préscolaire, et une nouvelle chaîne de cuisine, Zeste. Le 2 mai 2011, la chaîne Mlle (aujourd'hui Moi et Cie) est lancée, diffusant des émissions de téléréalités et des séries.

#### Les plateformes web
Les grands réseaux suivent les habitudes d’écoute du public et multiplient leur offre sur le Web. Ils ont chacun leur site depuis la fin des années 1990 et l'alimentent en contenu. En 2010, Radio-Canada lance Tou.tv et TVA met en ligne le site illico.tv. Un abonnement donne accès à du contenu exclusif. En 2016, TVA donne la possibilité d’écouter des émissions en direct ou en reprise sur son nouveau site. Télé-Québec continue pour sa part de répondre à sa mission en lançant La Fabrique culturelle en 2014, une plateforme numérique vouée à la diffusion de la culture et des artistes québécois.

#### Difficultés financières
Les années 2010 sont difficiles pour tous les grands diffuseurs. Radio-Canada connaît ainsi d’importantes contraintes budgétaires en 2009 et entre 2014 et 2016. Télé-Québec vit aussi des difficultés financières, de même que le Groupe TVA durant cette période.

##### TQS devient V puis Noovo
En décembre 2007, TQS se place sous la protection des arrangements avec les créanciers pour éviter la faillite. Remstar acquiert le chaîne pour la somme symbolique de 1 $. Le nouvel acquéreur abolit ensuite le service de l'information, geste qui causa une perte importante d'emplois. Le 31 août 2009, les nouveaux propriétaires changent le nom de TQS pour V, voulant marquer la transition entre les deux propriétaires et le renouveau de la chaîne.
Le 24 juillet 2019, Bell Média annonce un projet de rachat du réseau V à Remstar. La transaction est approuvée par le CRTC en avril 2020 et le réseau V est fondu dans Bell Média le 15 mai 2020. Le réseau V change une fois de plus de nom pour Noovo à l'automne. L'information revient à l'antenne. Remstar conserve la propriété des réseaux spécialisés MAX et Elle Fictions.

#### Déménagements

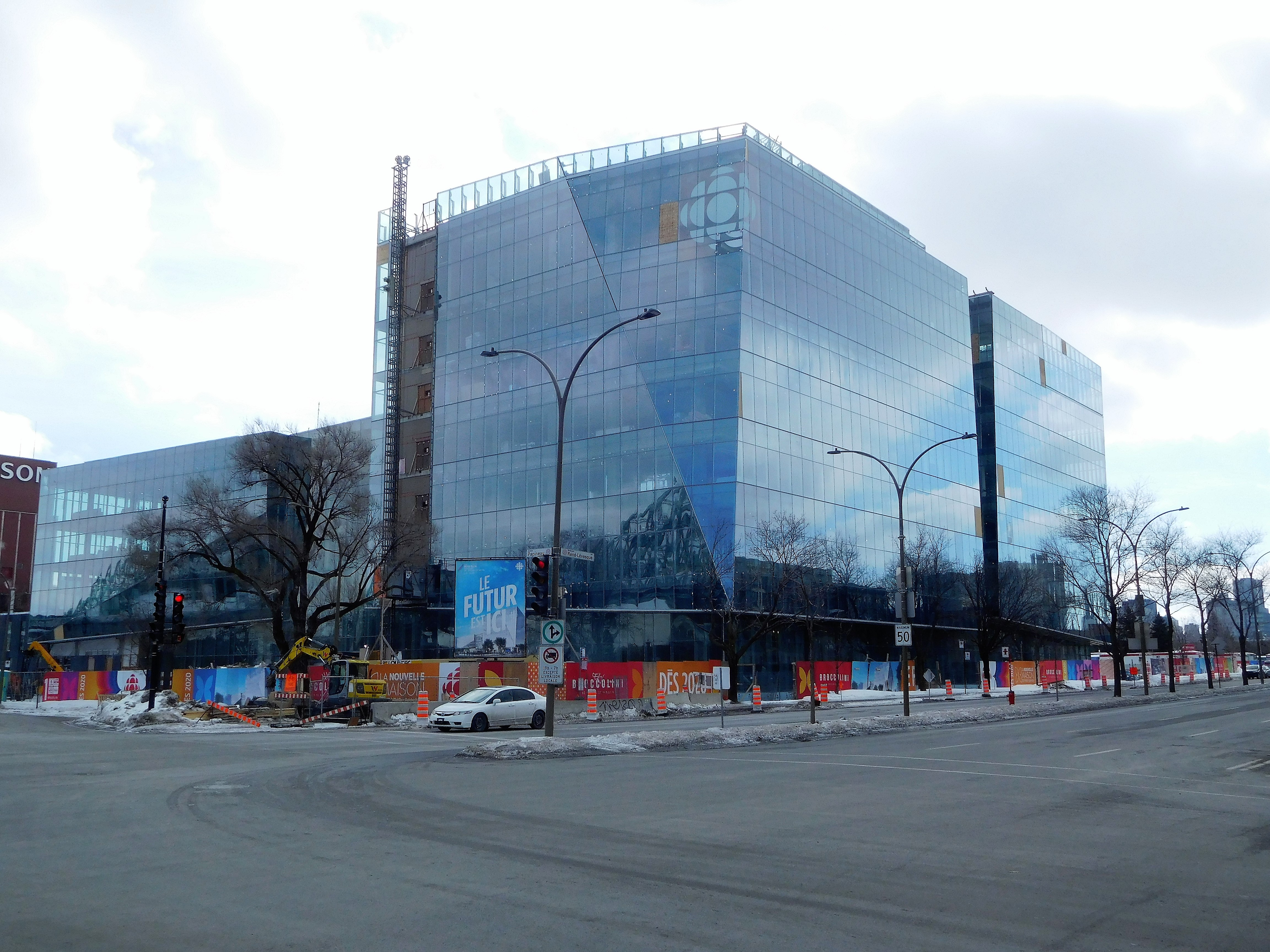
La nouvelle maison de Radio-Canada à Montréal.

Radio-Canada quitte la tour qu'elle occupait depuis les années 1970. Le 1000, Papineau est la nouvelle adresse à Montréal. L’édifice de verre abrite 19 studios de radio, 11 studios et plateaux de télé, régies, salles de montage. Les 3000 employés ont commencé à y déménager en 2020.
À Québec, les studios de Radio-Canada se trouvent au 888, rue Saint-Jean depuis 2003. Auparavant, les équipes étaient dispersées dans la ville, notamment sur le boulevard Laurier.
TVA bouge également. En 2023, on annonce que les employés vont devoir quitter le 1600, de Maisonneuve pour occuper les anciens locaux du Journal de Montréal. À Québec, TVA quitte ses locaux en 2016 pour ceux d’ExpoCité à Québec. En 2021, l'ancienne tour émettrice est démantelée. Salut Bonjour Week-end est toujours produit à Québec.

#### Lancements et fermetures de chaînes
Peu après que Bell Media annonce à Vidéotron son intention de lancer la chaîne sportive RDS2 à l'automne, le Groupe TVA monte en 5 mois la nouvelle chaîne TVA Sports qui est lancée le 12 septembre 2011 mais pas distribuée chez Bell Télé. RDS2 est lancé un mois plus tard, le 7 octobre 2011, mais n'est pas distribué chez Vidéotron. Le 23 novembre 2011, RDS2 est ajouté chez Vidéotron alors que Bell ajoutera quatre chaînes du Groupe TVA (dont TVA Sports) en décembre.
Le 28 mars 2012, la chaîne Explora est lancée. Elle présente essentiellement des émissions portant sur l'exploration et la nature. Le 12 décembre 2013, c'est au tour de la chaîne Canal D Investigation à être lancée. Celle-ci diffuse des émissions d'enquête et policières.
Puis, en septembre 2014, plusieurs chaînes subissent un changement radical de leurs contenus :
- Vrak abandonne son auditoire jeunesse pour un public plus mature[133];
- MusiquePlus et Musimax sont acquis par Remstar sous le nom de Groupe V Médias en 2014[134] à la suite d'une entente avec Bell Média en 2013[135]. Le volet musical des deux chaînes est abandonné progressivement en commençant par Musimax. À partir de 2016, alors que la chaîne prend le nom de MAX, elle propose désormais des séries et des films[136]. En 2017, le CRTC n'oblige plus MusiquePlus à diffuser des vidéoclips[137];
- L'entreprise Stingray Digital lance la nouvelle chaîne musicale PalmarèsADISQ par Stingray en 2018[138];
- Finalement MusiquePlus est remplacé par Elle Fictions, une chaîne de séries et de films, à partir de l'été 2019[139].

Le 14 juin 2018, la chaîne CNV TV (aujourd'hui Natyf TV) est lancée. Elle est la première chaîne de télévision francophone au Canada qui se consacre à la culture afro-canadienne. En 2023, le CRTC oblige les câblodistributeurs québécois de fournir la chaîne sur leur service de base.
En octobre 2023, Bell Média annonce la fermeture de sa chaîne Vrak.

#### Quelques émissions
Du côté des émissions jeunesse, des séries comme VRAK la vie et Le Chalet, diffusées sur la chaîne Vrak, rejoignent un large auditoire. En 2019, l’émission culte Passe-Partout fait l’objet d’une nouvelle mouture à Télé-Québec et connaît immédiatement un grand succès auprès d'une nouvelle génération.
Plusieurs téléromans et téléséries, dont La Galère, Aveux, Apparences, 19-2, Unité 9, Série noire, District 31, Fugueuse, Cinquième rang et C'est comme ça que je t'aime étonnent et réalisent d’importantes cotes d’écoute à TVA et à Radio-Canada. Le téléroman Les Belles Histoires des Pays d’en haut est quant à lui adapté sous le titre Les Pays d’en haut en 2016. Les producteurs Fabienne Larouche et Michel Trudeau reviennent avec une quotidienne en 2022. Écrite par Marie-Andrée Labbé, STAT suit la vie professionnelle et privée des employés de l'hôpital Saint-Vincent à Montréal.
Un nouveau genre fait son apparition : la websérie. Se multipliant sur la Toile, elle gagne rapidement les chaînes de télévision, qui se mettent à en produire ou à en diffuser. C’est le cas, par exemple, d’En audition avec Simon, présentée sur Tou.tv à partir de 2010.
En humour, les émissions 3600 secondes d’extase, Les Parent et Like-moi! se démarquent. Toujours autant regardé, le Bye bye soulignait son 50e anniversaire en 2018. Des phénomènes télévisuels comme La Voix, Les Chefs! et Révolution passionnent des milliers de téléspectateurs. Enfin, pendant 10 ans, le jeu Le Banquier marque les ondes de TVA alors qu'à Radio-Canada, l'émission de journalisme Enquête aborde des enjeux et des dossiers de l'heure et à Télé-Québec, Christian Bégin prépare des recettes avec ses invités à Curieux Bégin.

#### Impact de la pandémie de Covid-19
La pandémie de Covid-19 bouscule la programmation de la télévision. Plusieurs chaînes du câble sont débrouillées pour proposer plus de contenu aux téléspectateurs confinés à la maison. Les réseaux TVA et Radio-Canada consacrent de longues plages horaires à la couverture de la pandémie,. D’ailleurs, les deux principaux mandats de la télévision ont bien été mis en valeur durant cette période : informer et divertir. Les conférences de presse du premier ministre du Québec François Legault étaient très suivies. Certaines émissions sont arrêtées de façon anticipée (En direct de l'univers) en raison des mesures sanitaires tandis que certaines sont au contraire prolongées (la saison d'Infoman est prolongée jusqu'au 18 juin au lieu du 16 avril) ou voient leur format changer (Tout le monde en parle est ainsi diffusé exceptionnellement en direct et sans public jusqu'à la fin de la saison). Le débrouillage de la plupart des chaînes payantes est arrêté au fur et à mesure du printemps 2020 (ICI RDI est à nouveau brouillée pour les non-abonnés à partir du 30 juin).

## L'avenir de la télévision généraliste
Certains professionnels commencent à s’inquiéter de l’avenir de la télévision québécoise. Est-ce que la plus jeune génération l’écoute? Les plateformes américaines auront-elles raison de la télévision québécoise? C'est le cas notamment de Denis Dubois qui s’est prononcé sur la question. Il demande aux gouvernements de Québec et d'Ottawa de soutenir les diffuseurs publics. À son avis, cela permettra à la télévision québécoise de faire face à la concurrence grandissante des plateformes américaines de diffusion numérique comme Netflix et Disney+.
À l'automne 2023, Bell Média a procédé à la fermeture de sa chaîne spécialisée Vrak. Quelques semaines plus tard, TVA a annoncé qu'il devrait supprimer près de 550 emplois, dont plusieurs en régions. La direction évoque un recul des abonnements, une diminution importante des revenus publicitaires, la multiplication de plateformes et la désertion des jeunes, qui se tournent surtout vers les plateformes numériques. En décembre, c'est au tour de Radio-Canada et de CBC d'annoncer que 600 postes seront abolis et que 200 postes vacants ne seront pas remplacés. L'ensemble des diffuseurs se disent contraints de devoir revoir leur modèle et de couper drastiquement dans leurs dépenses afin de surmonter la crise des médias.

## Audience entre 2005 et 2021
| Évolution des parts d'audiences annuelles des principaux réseaux au Québec auprès de l'auditoire francophone |
| noborder |